# スー族
スー族（スーぞく、Sioux [suː]）は、アメリカ合衆国北部中西部に先住するインディアン部族である。その中の最大部族・ダコタ族、ラコタ族およびナコタ族の総称。勇猛果敢、しばしば白人と戦い、1876年にはカスター将軍の部隊を全滅させたことは、よく知られている。

## 文化・歴史

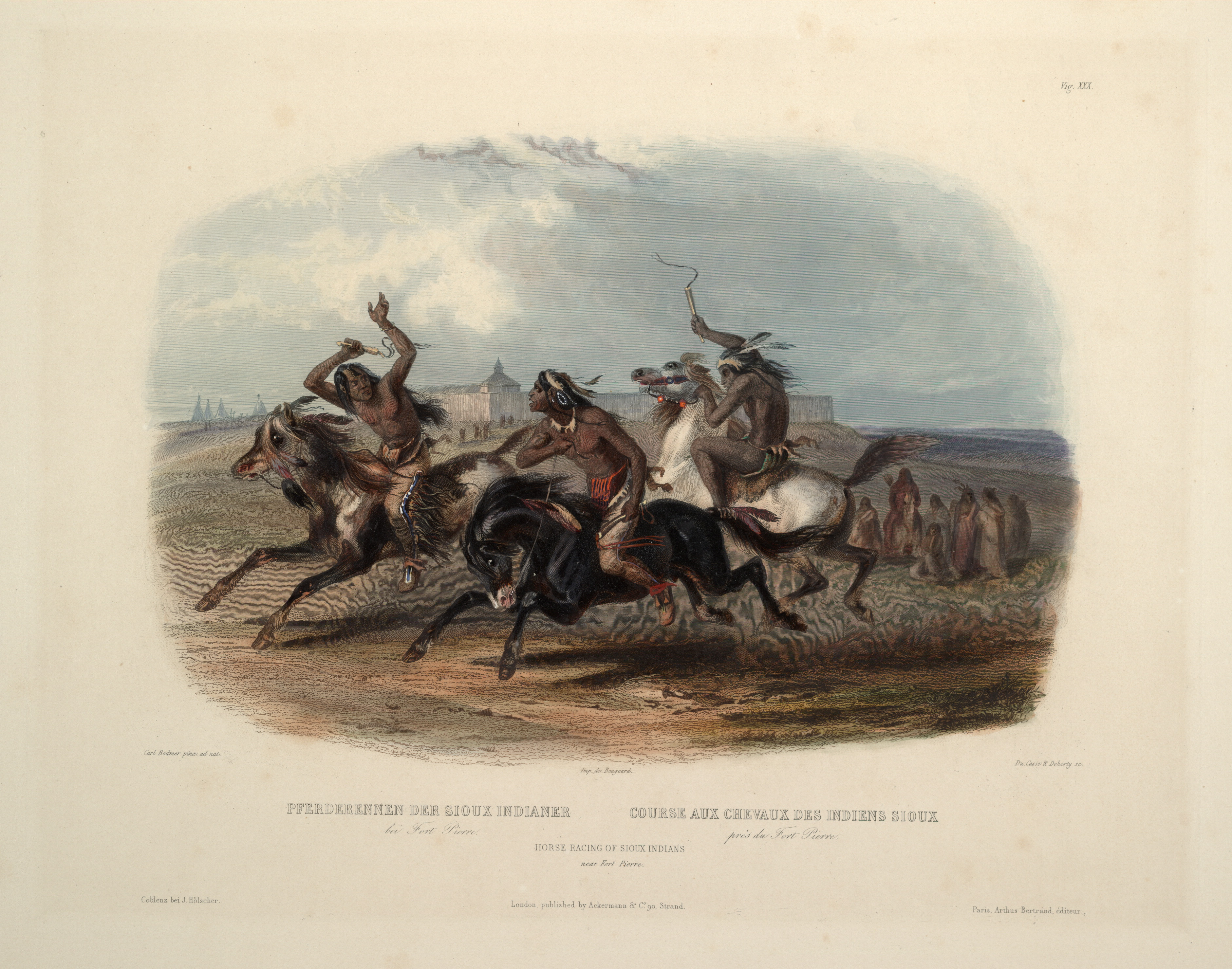
スー族と馬（カール・ボドマー画、1830年代）

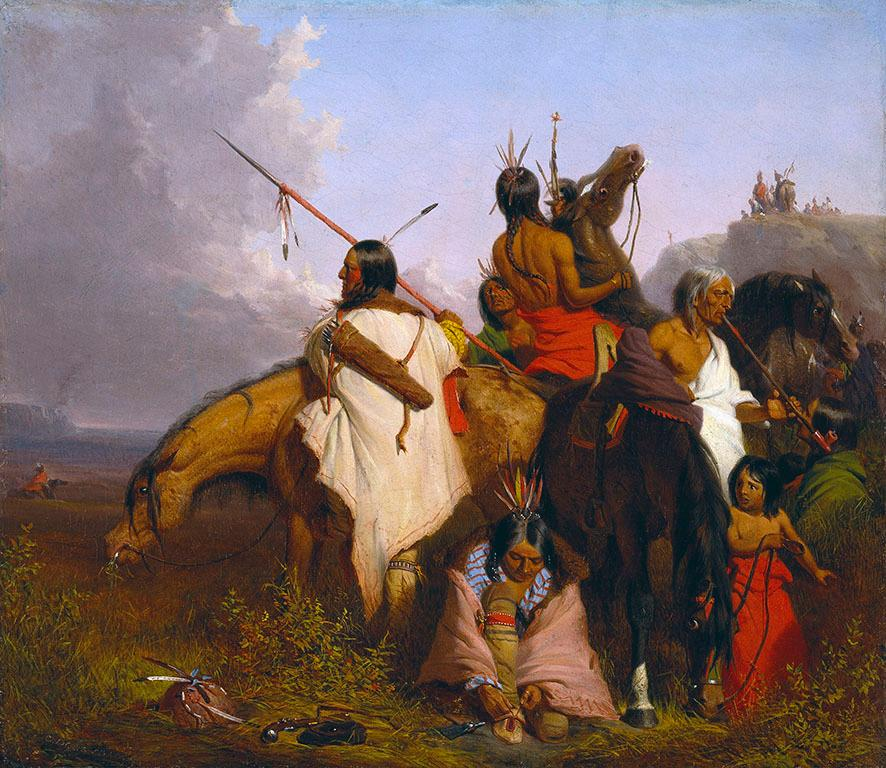
スー族の集団（チャールズ・ディアズ画、1845年）

「スー」という部族名は、略奪民のスー族に食い物にされていたアルゴンキン語族のオジブワ族が彼らのことを「ナドウェズ・スー (Nadouessioux)」、つまり「小さな (siu) 蛇 (nadowe)」と呼んだものを、17世紀末ごろにフランス人入植者が「スー族」と縮めて呼んだものである。蔑称であるが、インディアンは部族同士を蔑称で呼び合う伝統文化を持っているので、これは特別な例ではない。（「オジブワ」も蔑称との説がある）。ちなみにイロコイ族は「ナドワ（毒蛇）」と呼ばれていた。アメリカ連邦政府との連邦条約交渉などもすべて「スー」の呼称で行われており、現在も公式の部族名として使われている。

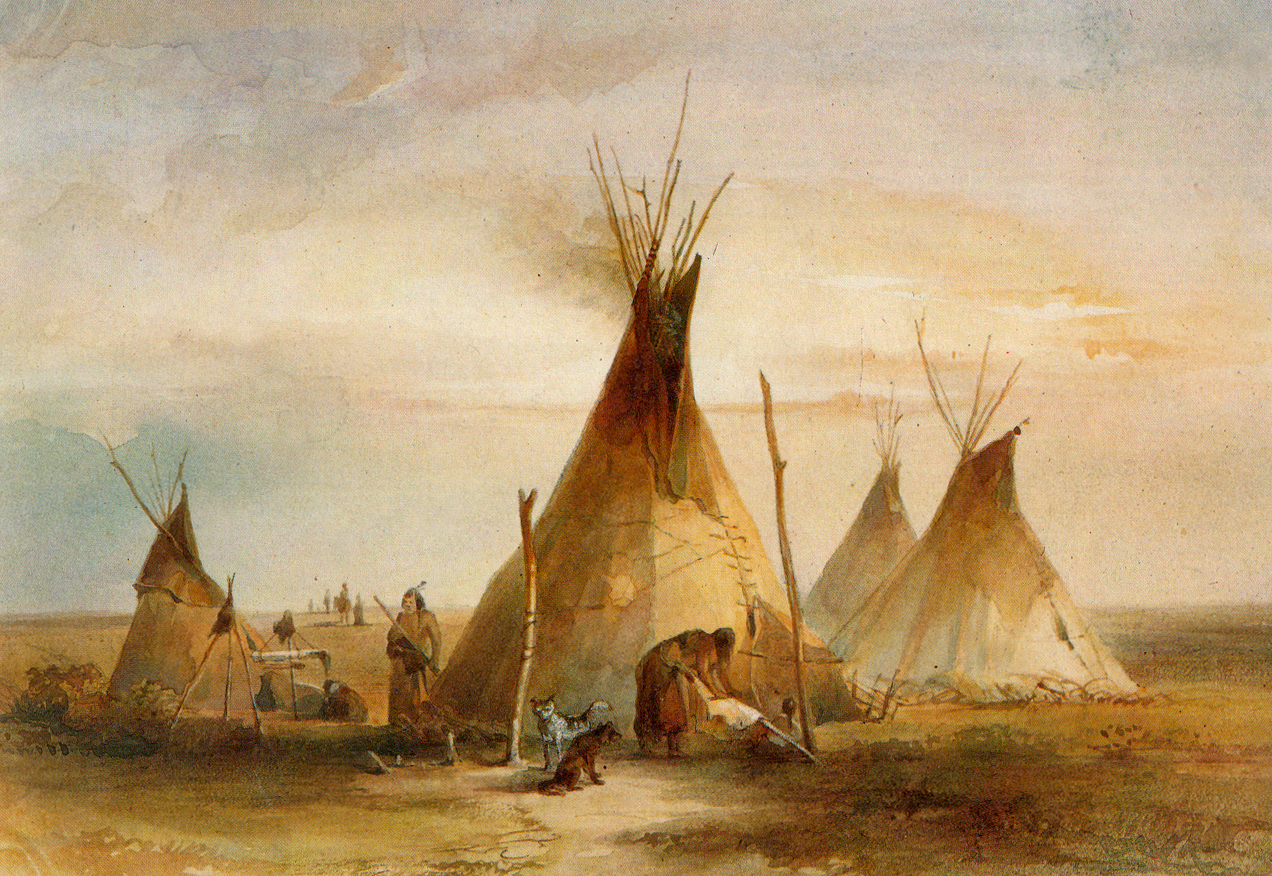
スー族のティーピー（カール・ボドマー画、1833年）

「スー族」はアメリカ大平原に住む3氏族からなる部族連合であり、この部族連合ではそれぞれ「ラコタ語」、「ダコタ語」、「ナコタ語」という3つのスー語の方言が話される。19世紀末までは定住せず、夏はティピーに住んでバッファローの群れを追い、冬はウィグワムの「冬の村」に住むという、北部平原で最も勢力を誇った典型的な平原インディアンだった。三つの氏族はさらに細かいバンドに分かれ、それぞれが大平原に分散し、狩猟採集の生活を送った。因みにティピーとはダコタ語で「住居」という意味である。
アルゴンキン語族に属し、紀元前4000年頃にオハイオ州のオハイオ川流域でスー族が結成されたとされる。そして西に移動し北東部ウィスコンシン州そしてミネソタ州のミラックス湖やリーチ湖周辺の森林地帯に居住した。
17-18世紀
17-18世紀にかけ、イロコイ族が南方から北東部へ勢力を移すに従い、オジブワ族との対立及び白人（スー族の言葉では「ワシチュー」）の侵入が激化。この影響で徐々に西方の平原地帯へと追いやられ、平原部族へと変わった。彼らの神話では、そのときに「コーンを無くした」と表現され、農業不可能な平原でコーン（トウモロコシ）栽培の生活を捨て、完全な狩猟民族に変わらざるを得なかった歴史を伝えている。スー族の支族のひとつ「ミネコンジュー」は、「ミネ（水）・コーン（トウモロコシ）・ジュー（植えるもの）」、つまり「水辺でコーンを植えるもの」という意味で、かつての生活を表した名である。
18世紀にスペインから馬が大平原にもたらされると、スー族はいち早くこれを採り入れ、ホース・インディアンとなった。家財道具を載せたトラボイ (Travois) を引く役割は犬（シュンカ）から馬に代わり、馬はバッファロー狩りの規模を広げ、部族の力を強大なものにした。スー族は馬を「シュンカ・ワカン（神秘なる犬）」と呼んだ。馬は犬の何頭分もの力を持っていたのである。
スー族は馬を使って大平原で略奪を行い、また他の平原部族と、栄誉あるスポーツとして「馬の盗みあい」を繰り返した。馬は個人・部族の勢力を表すものとなり、貨幣のない社会で実質的に貨幣となった。かれらは先の湾曲した「クー・スティック」で敵方の身体を打つ、クー遊びを最大の娯楽とした。クーは戦士にとって無上の栄誉とされ、一叩き毎にその戦士の「羽根冠」に鷲の羽根が追加された。
シャイアン族、アラパホー族などの平原部族と同盟を結び、オジブワ族、アリカラ族、クロウ族、ポーニー族などとは敵対した。後三者はインディアン戦争ではアメリカ陸軍に「インディアン斥候 (Indian Scouts)」として加わり、敵対するスー族と戦った。
スー族を始め平原の部族が、他部族と行う「戦さ」は、上記したように「クー」を数えるのが主眼であって、白人の小説や映画で強調されるような血みどろの殺し合いはめったになかった。歴史作家のラリー・マクマートリーはこれを譬えて、ニューギニア原住民が行う、「昼間行い、夕食前には家に帰る、娯楽としての戦争」と同じものだとしている。
19世紀末
19世紀も末になると、他のインディアン部族と同様に、白人による居留地政策によって、狩猟採集生活は禁止され、居留地 (Reservation) 内での定住生活を強制される。こうして狩猟民族としての文化の数々が破壊された。（つまりは二度、白人によって文化を破壊されたことになる）

### 衣装・踊り
「スー族」というと、西部劇映画に起因する、派手な羽飾りのついた冠や、ヤマアラシの刺の飾りやフリンジのついた鹿皮のシャツを着たステレオタイプな戦士像が多々見られるが、これは「晴れ着」であって日常的な服装ではない。基本的にインディアンは活動しやすい腰布一枚が定番の姿だった。
スー族には多種多様な踊りがあり、精霊への祈りを込めた踊りは日常的に行われた。スー族の集団の踊りは、時計回りに踊るのが作法である。1832年にスー族を訪問した白人画家のジョージ･カトリンは、スー族の踊りの多様さに感じ入って、「彼らの名を“踊るインディアン”と改めたくなったほどだ」と言葉に残している。熊を狩る場合には狩人たちは熊の扮装をして熊の精霊の許しを乞うた。また「戦さ」で得た敵部族の頭の皮を槍に刺して振りかざし、武勇を誇示する戦士たちの「頭皮の踊り」は特にこの画家に強い印象を残し、数々の写実画を残している。現在もパウワウでは様々な踊りが踊られており、踊りのコンテストも催され、オリジナルな踊りも生みだされ披露されている。
踊りやあらゆる儀式に使われる道具として太鼓があるが、移動生活を送って来たスー族の太鼓は、持ち運びのしやすい手提げ太鼓や団扇太鼓である。映画や漫画には、スー族など平原の部族がティーピーの横で据え置き型の太鼓を叩いている描写が多々見られるが、これはデタラメなものである。

### 強制定住

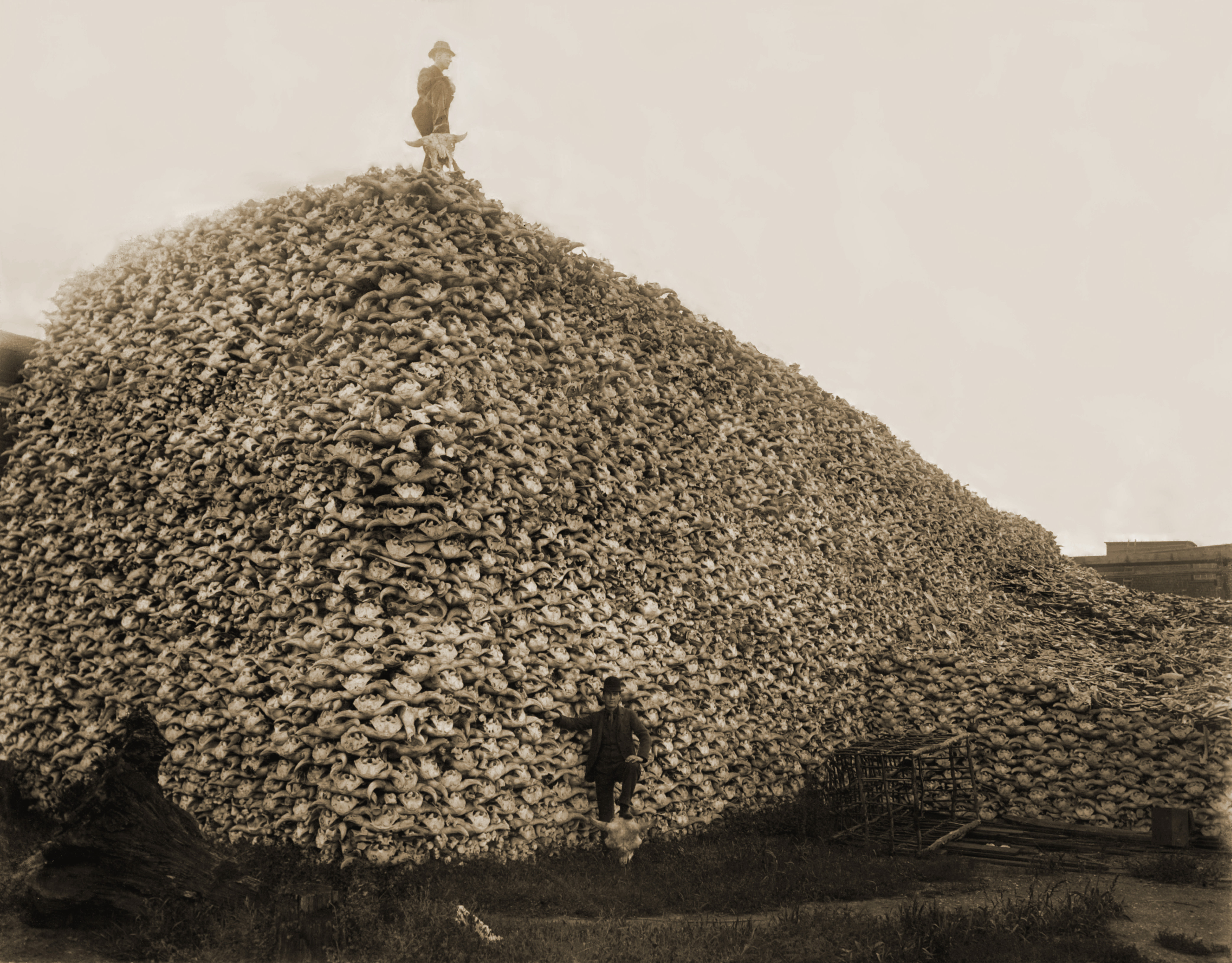
白人によって皆殺しにされたバッファロー（アメリカバイソン）の頭蓋骨の山（1870年代）

インディアン移住法に基づく白人の居留地政策は南北戦争終了後、西部にも及んだ。スー族は断固これに反抗し、苛烈なインディアン戦争を戦った。さらに大陸横断鉄道が彼らの居留地を分断し、平原部族の命の綱のバッファローが、戦略的に白人によって虐殺され絶滅状態に追い込まれてしまい、居留地で狩猟を禁じられた彼らは飢餓状態となった。
居留地への強制定住の引き換え条件のはずの年金（牛・穀物）の支給は、居留地管理官のサボタージュと横領で、約束どおり支払われたことは一度もなかった。飢えたスー族は暴動を起こし、陸軍が派遣され皆殺しにあうという繰り返しが「インディアン戦争」の実状である。

### 偉大なるスーの国

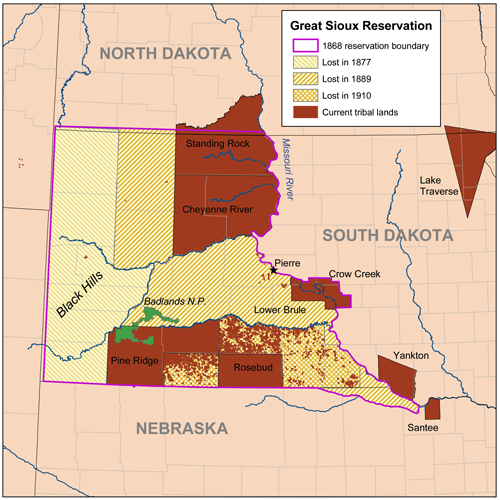
1868年の「ララミー砦条約」で合衆国から「永久不可侵の領土」として保証された「偉大なるスーの国」（桃色の枠線内）と、現在の居留地（茶色の部分）

白人の和平委員会は、1868年のララミー砦での条約でスー族に対し、現在のサウスダコタ州全域を覆う規模の広大な土地を「白人が入ることを許されない、スー族の固有不可侵の領土」として「偉大なるスーの国（グレート・スー・ネイション）」を保証した。この広大な領地で、スー族はバッファローを狩り、伝統の生活を営むことを公約で約束された。
が、その数年後にブラックヒルズで金が見つかると、「偉大なスーの国」は瞬く間に白人に侵食され、細分化されていった。「リトルビッグホーンの戦い」や「ウーンデッド・ニーの虐殺」以後は、懲罰込みの加速度でスー族の土地は没収されていった。こうして「偉大なスーの国」は、不可侵条約を破った白人によって粉々に粉砕されてしまい、飛び地のような各居留地にその面影を残すのみとなっている。

### スー族の社会

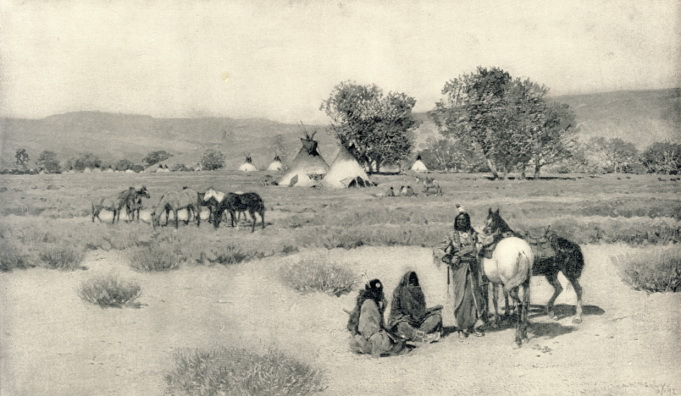
スー族の野営（1894年）

伝統的に高度な個人主義文化を持つ。男女同権であり、結婚も離婚も男女自由である。これは現在のスーの人々にも根強い。男性同性愛者などの性的少数者は「ウィンクテ（女男）」と呼ばれ、かつては戦場で負傷者の手当てを行う役目を持っていた。他の部族と同様に性的少数者が白人キリスト教徒によって徹底的に弾圧を受け、社会的役割を持っていない中、スー族のウィンクテは現在も神聖な赤子の名づけを行うなどの役割をスー族の社会に持っている。
多くのインディアンと同様、母系社会である。「アメリカインディアン運動」(AIM) の活動家であり、スポークスマンであるラッセル・ミーンズは、権利運動の中で何度も白人に殺されかけ、重傷を負っている。ミーンズはこのことについて「恐ろしくはないか」とインタビューされ、「スー族は女が支配する国です。女が力を持っている国では、男は怖いものは何もないのです」と答えている。
細かいバンドに分かれ移動生活を送っていた頃から、スー族は儀式などで年に何度か大集会を開き、パウワウを催す。現在も全米各地で生活している彼らは、パウワウやサンダンスの儀式があるたびにはるばる集まり、交歓を深める。スー族だけでなく、居留地時代に入ってのち全米のインディアン部族が、パウワウによる他部族との交流をさらに深めている。

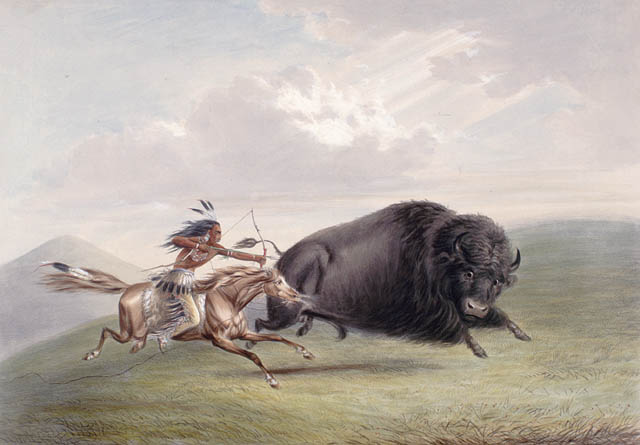
バッファローを狩るスー族（ジョージ・カトリン画、1830年代）

しばしば誤解されるが、「スー族全体を統率する大酋長」といったものは、過去にも現在にもスー族を始めインディアン社会には存在しない。「酋長（チーフ）」という立場はあくまで「調停者」、「世話役」であり、誰かに「任命」されるような性格のものではないし、「裁判官」や「指導者」といった役割を持ったものではない。文字を持たないインディアン部族にとって弁舌の立つ者は尊敬され、調停者として「酋長」となる。しかし酋長は「首長」ではないし、部族民を従属させたり命令する権限など何も持っていない立場のものである。
白人たちは自分たちの政治体制を基本に考え、スー族などインディアン部族にも「皇帝」のような「大指導者」、「大酋長」を見つけようとし、その個人とすべての取り決めを結ぼうとした。しかしそのような存在はもとよりインディアン社会には存在しないのである。インディアンは「大いなる神秘」のもとに森羅万象が平等にすべてを共有するという哲学をもっており、すべてのものごとは「聖なるパイプ」によって合議制で決定される。
「酋長」はこの合議社会のなかでの調停者であり、個人的な責任は何もない。「大いなる神秘」のもと、すべてが尊重されるインディアン社会には、「他者に命令する」という文化がもともとないのである。ある酋長と協定を結んだとしても、インディアンにとってそれは他のバンドや部族全体とは何ら関係のない個人同士の取り決めである。部族のすべての意志は、長老や酋長たちの合議によってのみ決まるのである。しかし白人にはこれがどうしても理解できなかった。合衆国は常に「酋長」を「首長」と取り違えて扱ってきた。「酋長に命令したのだから、部族民は彼に従うべきだ」というような誤解が「インディアンは嘘つきだ」、「白人は嘘つきだ」などと民族間の不信を生み、果てには巨大な戦争までをも生んでいったのである。
高度な個人主義社会であるスー族では、男子が戦士になるのも戦に参加するのも、すべて個人の自由であり、彼らの行動は他人の指図で決まる性格のものではない。片手を挙げるだけで全戦士が盲従する「大酋長」、戦において戦士たちを率いる「戦争酋長（ウォー・チーフ）」など、西部劇映画などに登場するような存在は実際には存在せず、白人の全くの思い込み、フィクションである。白人たちは「尊敬を集める大戦士」の姿を見て、「大酋長」だと勝手に勘違いしたのである。「大戦士」と「酋長」は全く別個の存在である。あえて個人の生き方を左右する事柄と言えば、それは「夢による啓示（ビジョン）」である。

### 食文化
完全狩猟採集民だったスー族には農業文化が無かった。現代スーの呪術師レオナルド･クロウドッグは、かつてスー族とポーニー族が敵対した理由として、半農民だったポーニー族が土地にしがみついて農耕を行う姿に対する嫌悪感がスー族にはあったと述べている。
かつての食生活はバッファロー肉中心に、鹿肉、野生のたまねぎ、にんにく、ベリーなど自然界から採れるものを食材とした。鹿は焼き肉にされたが、平原でバッファローを仕留めた際には、生き血でその喉を潤し、切り分けた肉は新鮮なうちは生で食された。臓物は胃袋に詰められ、柱を三角錐に立ててそこから焚き火の上に吊るされ、丸ごと煮られた。臓物のこのシチューを平らげた後は、胃袋も食べられたのである。バッファローや鹿を狩るのは男の仕事、野生のカブや玉ねぎを掘る（バッファローの骨や木のへらを使った）のは女の仕事だった。バッファローの肉は細かく裂かれ、天日で干して「ワカンブラピ（ジャーキー）」にされる。また他の部族と同様、平原の厳しい冬を越すための保存食として、「ワカパピ（ペミカン）」を作る。現在もこれは食されている。

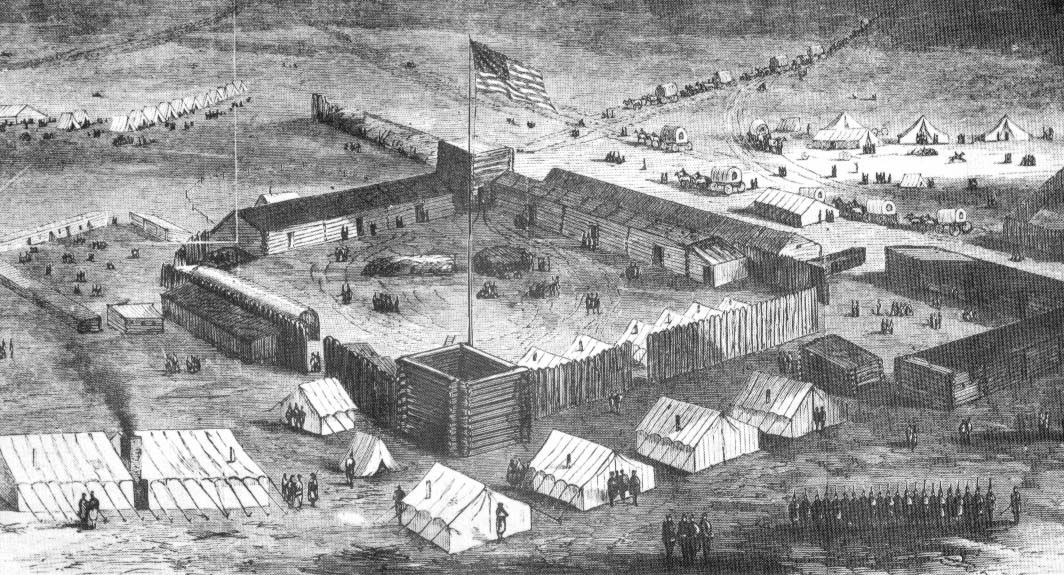
狩猟を禁止されたスー族を始め、居留地の平原インディアンたちは、合衆国から食料の配給を受ける身となった。インディアンたちは「年金」を受け取るためにオクラホマの「供給基地」に長蛇の列を作ることとなった。（1869年の図）

連邦政府が居留地へのインディアン封じ込めと引き換えに条約で保証した食糧補給は、生鮮野菜の含まれない小麦粉やバター、砂糖、粉乳などの一方的な供給であり、狩猟を禁止され、インディアン寄宿学校でさらに未成年者から伝統食に触れる機会を奪われたインディアンは、高カロリーな食事に頼ることとなり、今や肥満はアラスカを含む全米のインディアンの重大問題となっている。小麦粉を練って油で揚げ、蜂蜜をたっぷり塗った甘い「揚げパン」は、連邦政府の供給食料を基に20世紀前後に生まれた食文化だが、すっかりインディアンの「伝統食」となってしまった。
また、白人の持ち込んだ酒は、狩猟という生業を奪われたインディアン男性を酒びたりにさせ、スー族の社会に深刻なアルコール依存をもたらした。「貧しく職もなく、飲んで食べて太って病気に」は、スー族を含む全米のインディアンを抱える大きな問題である。連邦インディアン衛生管理局の統計ではインディアンがアルコール性肝硬変で死ぬ割合は全米平均の18倍、インディアンの四大死因は酒による交通事故死、肝炎、自殺、他殺である。サウスダコタではインディアンが居留地外で酔って車に轢殺されないよう、居留地内に酒場が意図的に設けられているのである。

### 農業
20世紀に入り合衆国によって農業を強制された平原のインディアンであるが、米国農務省は白人農業主には農業融資プログラムを提供しているのに反して、インディアンに対する農業支援を怠り、融資を行ってこなかった。ビル・クリントン政権は黒人農業主からの人種差別申し立てに対して融資援助プログラムを始めたが、インディアンに対しては放置したままだった。インディアンの農業（おもにトウモロコシ栽培）は、彼らの自然観に基づき、なるべく農薬や化学肥料の使用を抑えたものであり、効率的には白人の農業に劣っている。融資を断られた彼らは自らの土地を売らねばならなかったのである。
ノースダコタのスー族農業主ジョージ・キープスイーグル (george keepseagle) は、周辺のスー族牧場主、農業主とともに連邦と農務省を相手に集団訴訟を行った。1981年に遡る米農務省の農業融資プログラムに対する彼らの代表訴訟と法廷闘争は、「キープスイーグル対アン・ヴェネマン (keepseagle v. Ann Veneman)」、「Keepseagle v. Vilsack case」と呼ばれている。キープスイーグルはこの30年に渡る訴訟の中で、「白人はたやすく農業融資プログラムの恩恵にあずかれるのに、我々インディアンは融資を受けられず、やれ怠け者だの酒びたりだのと何かにつけ罵られる。これはインディアンに対する人種差別である」と法廷で主張した。原告たちの中には農務省にかけあっても、白人役人から「あなたがたインディアンはいつもただで物を手に入れてるんでしょう、砦に帰りなさい」と侮辱の挙句断られ、牧畜業を続けるために牛を売り払い、負債を個人年金や社会保障費で補填しなければならなかったものもいた。
2010年10月19日、ワシントンDCで、ようやく農務省は全米のインディアン農業主に対し、総額6800万ドルの損害賠償を行い、以後キャンペーンを負担することでキープスイーグルら原告団と和解した。「アメリカインディアン国民会議」(NCAI) のジェファーソン・キール代表は、このスー族農業主の勝ち取った和解について「この和解は、一生懸命に働き、成功するために、それでも機会の均等を捜さなければならなかった、アメリカインディアンの農民と牧場主が待ち望んだ正義をもたらすものです」と賞賛の言葉を述べている。 またバラク・オバマ大統領はインディアンに対するこの和解が、黒人に続き、女性やヒスパニック系農業主からの同種の訴えに続くものとコメントしている。

## 宗教

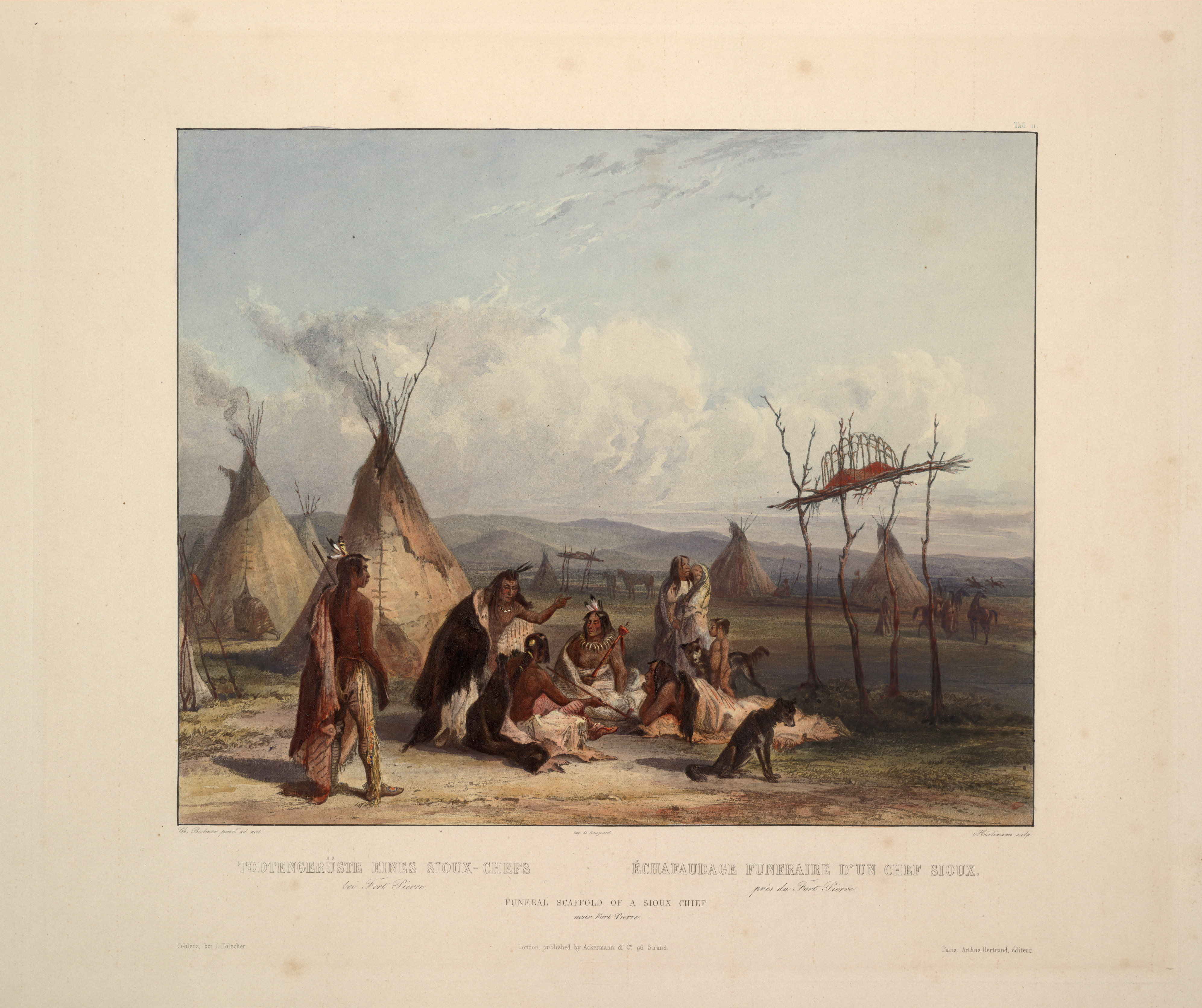
左は少年のアキチタ（警護の戦士）。右に見えるのは、高所に設置した伝統的な墓（カール・ボドマー画、1830年代）

平原部族の多くは、天上の大精霊により近づけるように、死者を樹上や柱の上に葬った。これらの遺体は白人に盗まれ、見世物にされたり大学に展示されたりした。20世紀になると、白人キリスト教会によって、遺体の埋葬が強制され、このような風習は絶滅させられた。
他のインディアン部族と同じく、「すべての事どもは、宇宙の真理である「大いなる神秘」（スー族の言葉ではワカン・タンカ）のもとにある」と考える。人間も動物も、すべて森羅万象は「ワカン・タンカ」の意思の許に動かされており、「二つ足」も「四つ足」もすべて平等に「繋がっており」、互いが尊重され、上下の関係が存在しない。「あらゆるものがワカン・タンカのもとに生かされている」という考えは、生活の基盤であり、生活と密接に「繋がっている」。多神教であり、宇宙の真理である「大いなる神秘」のもとに、精霊たちが存在すると考える。
スー族だけでなく、インディアン全般が持つこうした「大いなる神秘」の哲学は、キリスト教白人から「インディアンは神を持たない野蛮人である」と解釈された。白人たちの「インディアンに神を持たせよう」という考えは、強制的な同化政策の一因となっている。20世紀のアメリカ政府による同化政策により、キリスト教が強制されているが、「ワカン・タンカ」のもとでは、キリスト教の上端に位置するイエス・キリストすらインディアンと同等の立場として考えられる。「キリスト教も大いなる神秘の一部である」と考えるのである。
狼は「偉大な精霊の犬（シュンカマニトゥ・タンカ）」、コヨーテは「精霊の犬（シュンカマニトゥ）」として神聖視される。蜘蛛の精霊「イクトミ」やコヨーテは、スー族の神話・民話に必ず登場するトリックスターである。
スー族も、インディアンすべてに共通する、大自然を繋ぐ四方向を象徴する「4」という数字を神聖視する。他のインディアン部族と同じく、現代でも彼らの同族意識は非常に強く、肉親でなくとも互いに「叔父さん、叔母さん」と呼び合い、「二本足（人間）も四つ足（動物）も、自然はすべて繋がっている」として、儀式の際には必ず「ミタクエ・オヤシン（私に繋がるすべてのものよ）」という言葉で締めくくる。
肉親が亡くなると、故人の生活私物をひとつ残らず部族で分配する「オトハン（供出の儀式）」が行われる。現代スー族では、オトハンが部族集会所で行われ、MCによる進行で各々故人の私物を持ち帰るという光景がよく見られる。

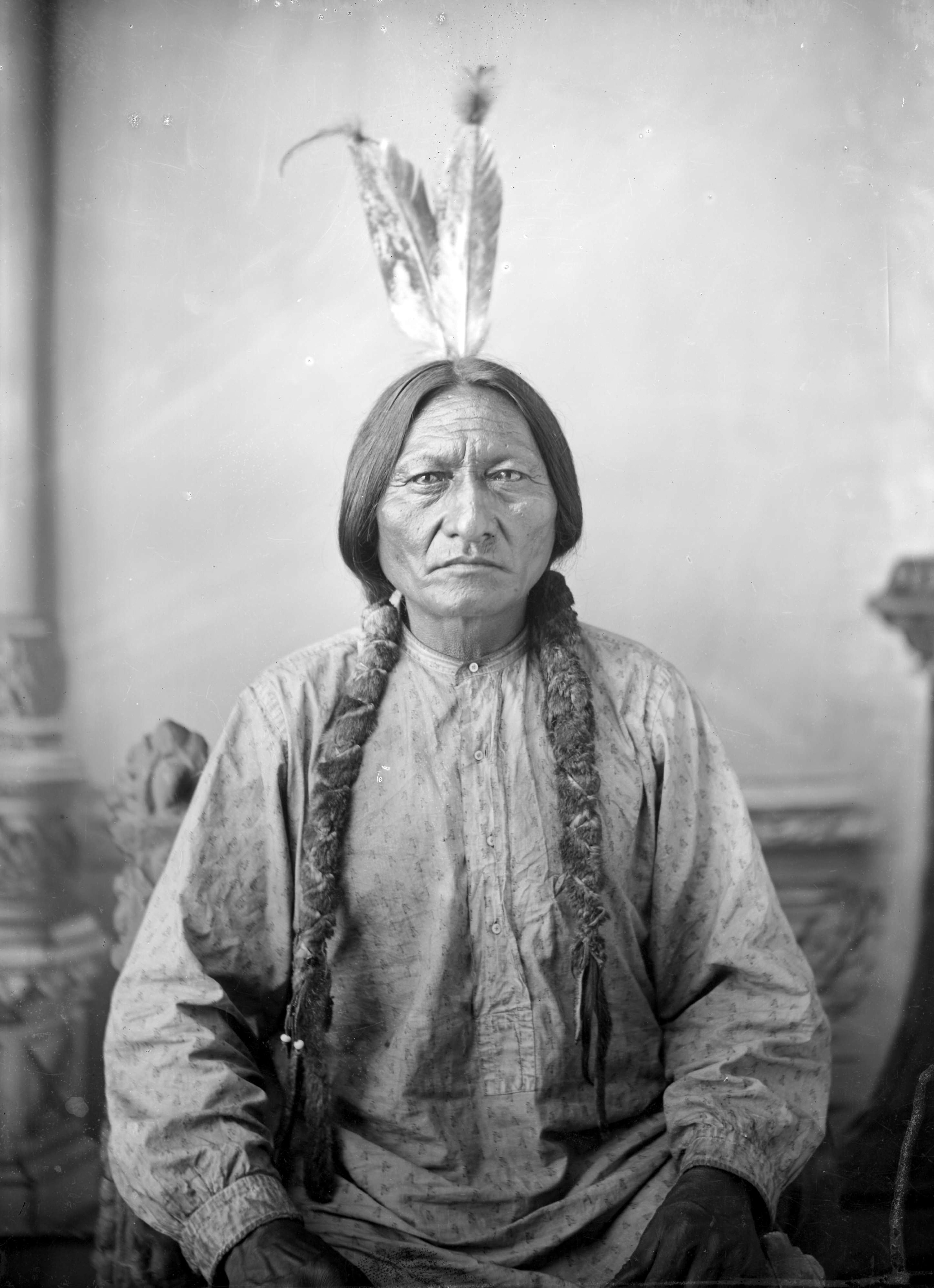
タタンカ・イヨタケ（座せる雄牛、シッティング・ブル）

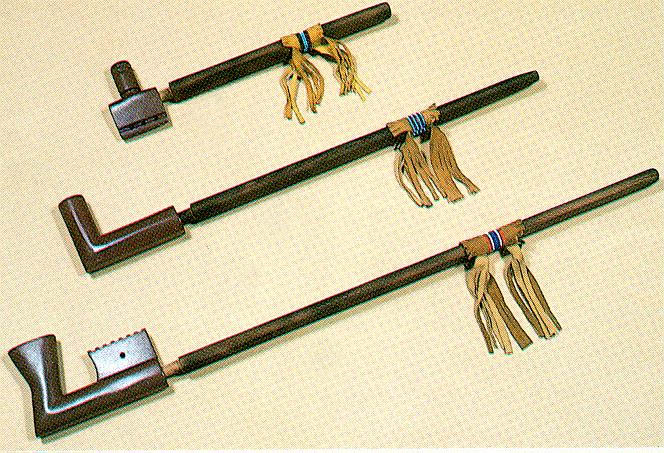
スー族のパイプ

スー族の宗教指導者、呪い師は「ウィチャシャ・ワカン」と呼ばれ、これは「神聖な人」といった意味である。19世紀スー族を代表するウィチャシャ・ワカンとしては、タタンカ・イヨタケ（シッティング・ブル）が挙げられる。
煙草はあらゆる儀式に使われる神聖な清めの道具であり、煙草を小さな布袋に詰めて繋いだ「チャンリ」（タバコ・タイ）は、「ユイピの儀式」などの儀式になくてはならない道具である。「聖なるパイプ」はスー族では「チャヌンパ」と呼ばれ、大いなる神秘に許しを乞い、部族の安寧を祈る必須の道具である。彼らはパイプをふかし、東西南北の4方向に礼をし、祈りを捧げる。彼らの神話では、大昔に、スー族が飢餓に苦しんだときに、女神「プテ・サン・ウィン（白いバッファローの子牛の女）」がバッファローの子牛の骨で作られた聖なるパイプである「プテ・ヒンカラ・フフ・チャヌンパ」をスー族に与え、彼らを救ったという。この「聖なるパイプ」は、現在もイタジプチョ族のルッキングホース一家によって厳重に保管されている。
ミネソタ州にある「パイプストーン」でのみ採れる「カトリナイト」という赤い石は、スー族の言葉では「インヤン・シャ」と呼ばれる。これはそのまま「赤い石」という意味である。この「インヤン・シャ」は「スー族の先祖の血が固まったもの」とされ、チャヌンパの火皿（ボウル）の素材になくてはならないものである。このカトリナイトの採掘は、長らく条約を破ったアメリカ連邦政府によって禁止されたが、現在はオジブワ族やスー族などインディアンのみが採掘権を占有している。

### 信仰の弾圧と再興
19世紀末にすべてのインディアン部族が居留地（Reservation）に閉じ込められると同時に、アメリカ連邦政府は「インディアン寄宿学校」でインディアンの文化を根こそぎ奪った。1881年には、インディアンの宗教が非合法化された（これはアメリカの憲法に違反している）。儀式の話をしただけで、彼らは白人に逮捕された。インディアン部族代表団の粘り強い交渉で、ようやく1940年代になってフランクリン・ルーズベルトが「自虐行為以外」の宗教を合法化したが、「ピアッシングの儀式」（下項参照）などの苦行はなお弾圧禁止された。
1968年代にオジブワ族の若者たちによって結成された「アメリカインディアン運動（AIM）」は、強い民族回帰を前面に打ち出した。かれらは同化政策で失われたインディアンの宗教儀式の復活を目標に掲げ、スー族の呪い師（メディスンマン）に協力を求めた。当時、スー族にはレイムディアーやマシュー・キング、ヘンリー・クロウドッグなどの長老、ヘンリーの息子のレオナルド・クロウドッグなど、スー族の伝統を固持し続けた伝統派が多数いた。彼らはAIMの若者たちに「スウェット・ロッジ」、「サンダンスの儀式」を教えた。やがて全米に広がった「レッド・パワー運動 (Red Power movement)」は、各地のインディアンたちに信仰を復活させ、スー族の「サンダンスの儀式」は全米規模の儀式となった。

### サン・ダンスの儀式
スー族最大の儀式は、夏至の頃に行われる自然復活祈願の儀式、「ウィワンヤンク・ワチピ」である。これは「太陽を見つめる踊り」という意味で、「サン・ダンス」と訳される。盛夏の頃に行われる理由として、20世紀の呪い師、ヘンリー・クロウドッグは「チョークチェリーが実り、大地が緑を増し、若い男女が愛に向かう、二本足も四本足も総てが喜びに満ちる時だからだ」と説明している。

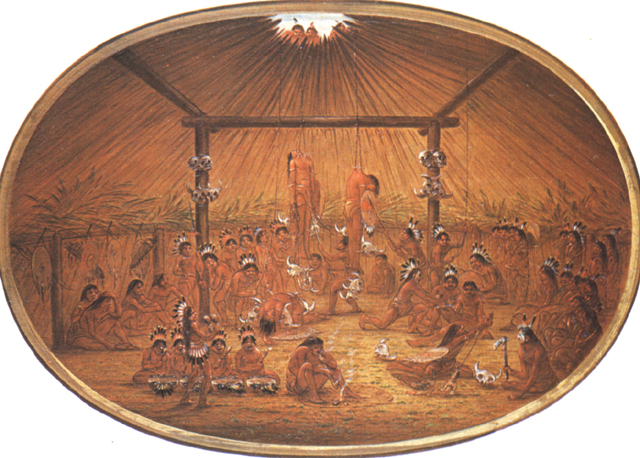
マンダン族の「オーキーパ」の儀式のひとつ。バッファローの頭蓋骨の重しを着けられ、背中に串を刺して、肉が切れるまで天井から吊るされる（ジョージ・カトリン画、1835年）

「サン・ダンス」における「ピアッシングの儀式」の始祖といわれているのはマンダン族の「オーキーパの儀式」で、これがシャイアン族、アラパホー族やスー族他平原の部族に広がる中、最も苛烈な「ピアッシングの苦行」（下項参照）が、スー族によって発展させられた。こういった肉体苦行は、キリスト教や他宗教にも見られる。
狩猟採集を生業としてきた平原のインディアンたちは、気候と連動した獲物の増減によってもたらされる飢餓の経験から、「大自然の力は衰えゆくものである」と考え、「サン・ダンス」で大精霊に祈り、自然の力が再び勢いを取り戻すように願う。
サンダンスは、インディアンの宗教観である「円」を象徴した広場で行われ、その中央に天辺が二股になったハコヤナギの若木の「チャン・ワカン（神秘なる木）」を建てるところから始まる。儀式全体を取り仕切る「クワ・キヤーピ（世話役）」によって選ばれた、4人の若者が斥候となり、「チャン・ワカン」を探し出し、部族に報告する。翌日、男も女も羽飾りやビーズ衣装で盛装し、馬に乗って「チャン・ワカン」を捕えに向かう（この木は戦における捕虜として扱われる）。木を切るのは4人の処女（偽りは許されない）が行い、絶対に地面に触れないよう広場まで運ばれる。
柱を立てる穴にはバッファローの脂が供物として入れられ、「柱を立てる歌」を全員で歌う。柱にはバッファローの皮で作った、バッファローと人間の小さな人形（男根を強調する）を豊穣の象徴として吊るす。柱の二股は、「ワキンヤン（サンダーバード）」の巣の象徴である。
この柱の周りで、踊り手は4日間、日の出から日没まで飲まず食わずで太陽を見詰めながら裏声で儀式の歌を歌い、「太陽の踊り」を踊り続ける。踊り手は腰布一枚の姿となり、顔をペイントし、首にまじないの包みを下げ、頭と手首にセージの輪をはめる。鷲の骨の笛を歯に挟み、踊りの間中、これを吹き鳴らす。この音に誘われて、実際に上空で鷲が集まれば吉兆である。踊り手が失神した場合でも水を飲むことは許されず、セージに浸した水が唇に垂らされるだけである。周りでは呪い師たちが声を限りに儀式の歌を歌い、太鼓を打ち鳴らす。

### ピアッシングの苦行

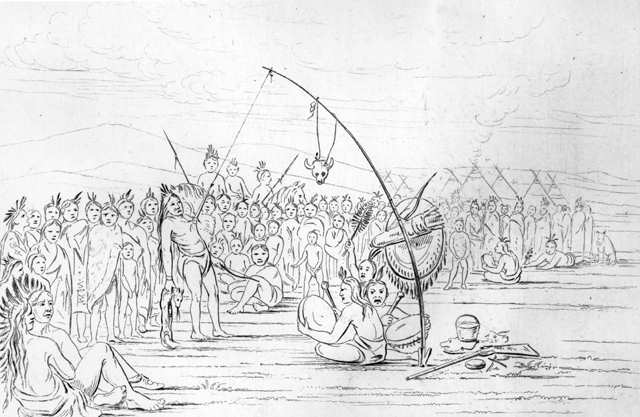
1830年代に描かれたピアッシングの苦行。中央の柱が「チャン・ワカン」。現在のピアッシングもこれと変わらない。（ジョージ・カトリン画）

スー族の「サンダンスの儀式」の最も苛烈なハイライトは、儀式の4日目の千秋楽に行われる「ピアッシングの苦行」である。これは、自らの肉体の痛みを引き換えとして大精霊に祈りを捧げるという苦行である。「ピアッシング」は「穴を開ける」というような意味だが、儀式の形態としては「ボディー・サスペンション」のほうがより近い。
ピアッシングを行う踊り手は、儀式の前に聖なるパイプを手に、「フレッシュ・オファーリング」（肉体を捧げる）という「ピアッシングの誓い」を立てる。これを誓ったものは、4年間、必ずピアッシングの儀式を行わなくてはならない。
踊り手は鷲の爪や串を胸の肉（女性は手首の肉）に刺し、バッファローの生皮で柱と繋ぐ。そして体重を後ろにかけ、再び日の出から日没まで太陽の踊りを踊る。この苦行は流血を伴い、踊り手の体力を極限まで奪う、非常に苛烈なものである。傷口には蠅がたかり、意識は朦朧となって、最後には肉が断ち切れたところで儀式は最高潮を迎え、一斉に女たちがビブラートでこれを讃える中、踊りは終わる。首尾よく肉が切れた場合は良いが、いつまでも切れなければ、友人たちが身体を引っ張るか、呪い師やクワ・キヤーピがナイフで肉を切って解放する。柱に繋ぐよりももっと痛みを伴うものは、バッファローの頭蓋骨を生皮で身体に繋いで走るピアッシングである。この場合、友人たちが頭蓋骨が割れるよう手伝ってやる。
この苦行は白人たちに「若い戦士が勇気を誇示する通過儀礼である」と解釈され、これに基づく文献も多いが、これは誤りである。彼らはかけがえのないものとして自分の肉体と痛みを大精霊に捧げ、部族の安寧と発展をただ祈るのである。スー族の戦士チェイスト・バイ・ベアーズ (Chased-by-Bears, 1843-1915) はこの苦行についてこう語っている。「身体は自分のものだから、誰かに自分の身体や肉を与えることは、自分の本当に唯一のものを与えるということだ」。シャイアン族やカイオワ族など、太陽の踊りを行う他の平原部族も、ピアッシングの苦行は行わない。マンダン族のオーキーパが弾圧され途絶えた今、インディアン部族では、ここまでの苦行はスー族独特のものとなっている。
レッド・パワー運動やAIMによって、サンダンスの儀式は全米に広まった。現在では女性もこれを行うようになり、またスー族の「ピアッシングの苦行」には、スー族以外のインディアンや民族も参加している。また、近年スー族との交流を深めているナバホ族は、儀式にピアッシングを採り入れている。

### スウェット・ロッジの儀式
すべての重要な決めごとの前に行われる「スウェット・ロッジ（発汗小屋）」は、全米のインディアン部族に見られ、マヤやアステカでも行われた重要な儀式である。かつて平原の部族はほとんど毎日この儀式を行っていた。部族によって様々に違いはあるが、スー族ではこの「治癒と浄め」の儀式は「イニカガーピ・オケヤ」と呼ばれ、以下のような作法で行われる。

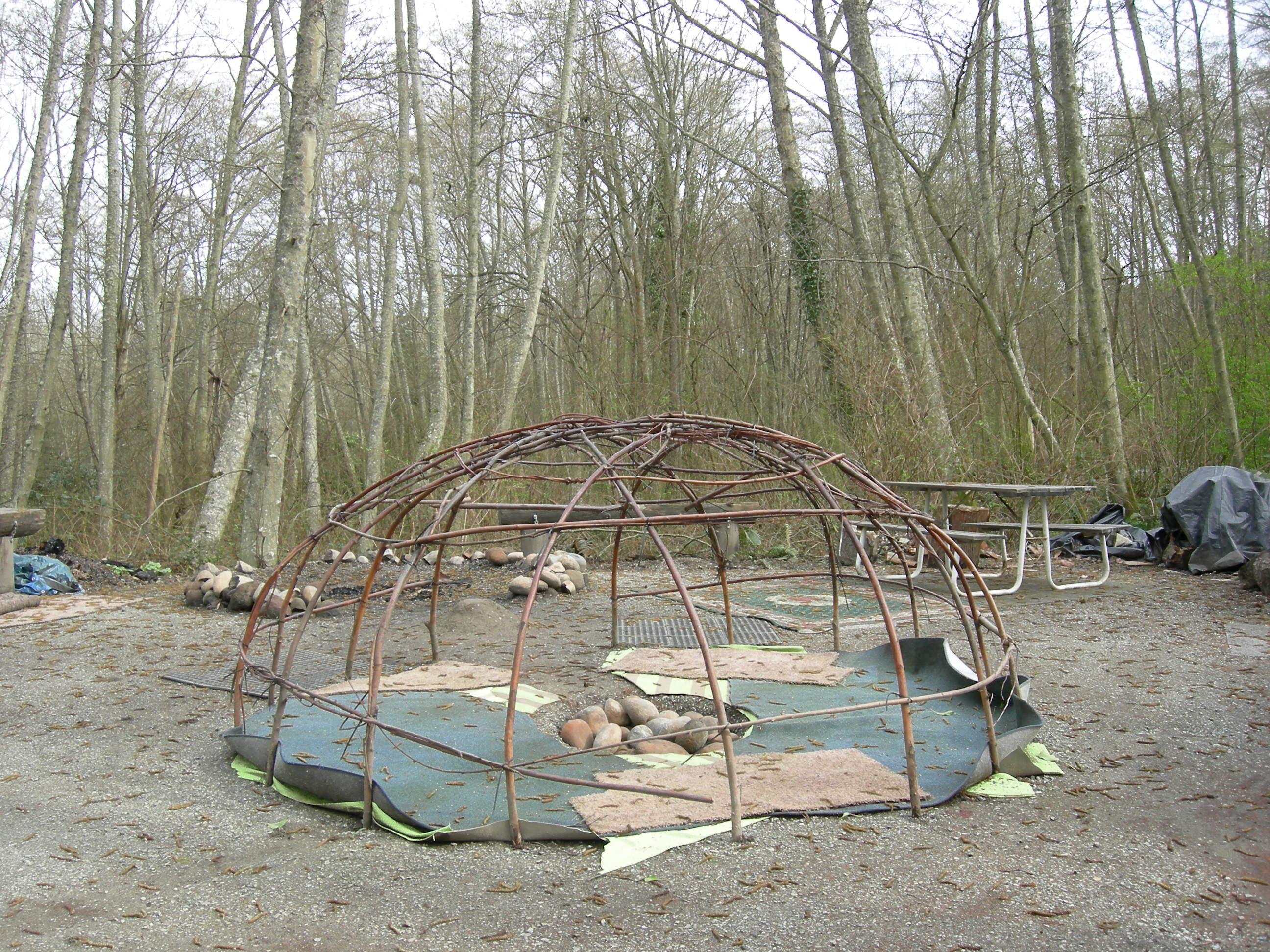
一般的なスウェット・ロッジの構造

この儀式は、縦12×横4本の木の枝で組んだ高さ1m半ほどの円形のドームにバッファローの毛皮（現代では毛布）を掛けた、小型のウィグワムで行われる。建てる場所は必ずそばに水があり、治癒の力を持つという白柳が生えている場所を選ぶ。
小屋の床にはセージが敷き詰められ、中央には炉が切られる。その際出た土は入り口近くに盛られ、「ウンチ（祖母）」と呼ばれる。そのそばに4本の棒を東西南北に重ね、聖なる石と、眼窩にセージの葉を挿して聖なるチャヌンパを立て懸けたバッファローの頭蓋骨を置き、「ペタ・オイハンケシュニ（消えない火）」の祭壇を作る。小屋の外にはまた、泉や川から汲んだバケツの水、熱く焼いた石が用意され、この石は手順に則って、鹿の角か専用のフォークに乗せて中へ渡される。

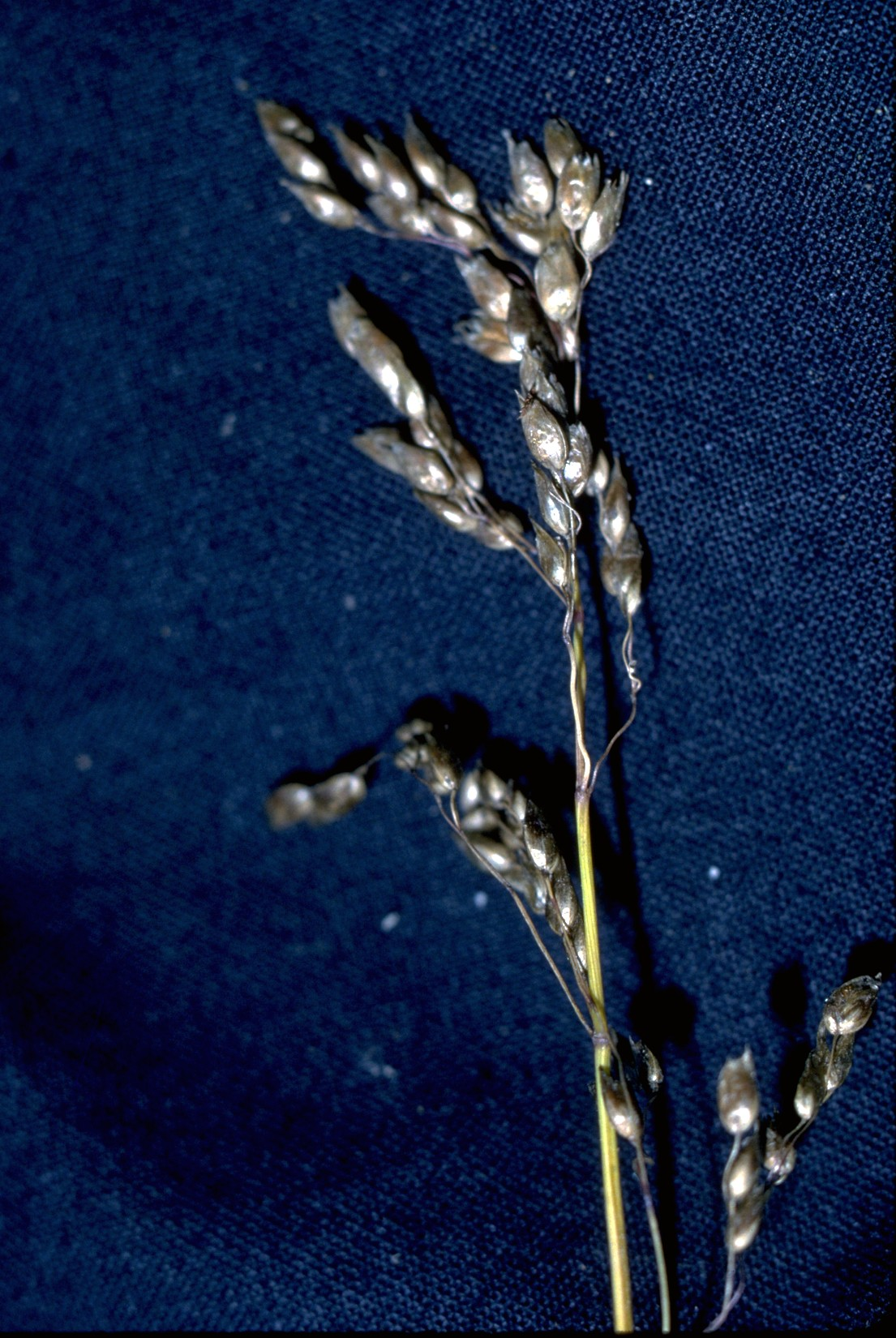
スイートグラスはインディアンの儀式に欠かせない呪薬である。日本名西洋香茅（セイヨウコウボウ）、春茅（ハルガヤ）

儀式は長老格の呪い師が進行し、人々は太陽の動きに倣い、右回りに小屋を回って中へ入る。中は真っ暗で、男女が一緒に入るものであるが、近年では男女別々に行われることが多い。呪い師は東側に座っていて、真っ赤に熱した石が炉に置かれると、呪い師によってスイートグラスの葉で水が振りかけられ、室内に蒸気が充満する。香り高いこの蒸気を全身に擦り込みながら、人々は大精霊、祖父母の霊に祈りを捧げ、部族の平和を願う。熱さに我慢できなくなったものは「ミタクエ・オヤシン」（私に繋がるすべてのものよ）と唱えると、外の空気を入れてもらえる。
熟練した呪い師はかなりの高温のイニカガーピを毎日のように行う。現代スー族の呪い師レオナルド・クロウドッグは一度黒人活動家とこの儀式を行ったが、この活動家はあまりの熱さに数分で外へ飛び出したそうである。従来は男女混合で全裸で行う儀式であるが、近年はタオルを体に巻く場合が多い。

### ビジョン・クエスト
インディアンは夢を非常に重要視し、夢から啓示（ビジョン）を得ようとする。「サンダンス」では、「チャン・ワカン」に触れている時か、「ピアッシングの苦行」の際に啓示を受けるとされ、この夢は非常に重要視される。タタンカ・イヨタケ（シッティング・ブル）はリトルビッグホーンの戦いの前に「聖なる岩」の上で独りサンダンスを行い、第七騎兵隊が全滅するビジョンを得た。
現在も夢から啓示を得る儀式「ビジョン・クエスト」 (Vision quest) は、多くのインディアン部族の成人の儀式として重要であり、これはスー族では「ハンブレチヤ」と呼ばれ、思春期を迎えた若者や、問題を抱えた者が深山（スー族ではパハ・サパなど）へ分け入り、独りっきりで断食の苦行を行い、未来に繋がる夢を得るのである。
この苦行には呪い師や友人、親戚が後見人につき、一緒に山へ入り、まず「イニカガーピ・オケヤ（スウェット・ロッジ」で体を浄める。それから人一人が入れる縦穴の奥が横穴になったカギ状の穴（ビジョン・ピット）に向かう。この際、色とりどりの布や煙草の葉、呪い袋、神聖な石やいろいろな動物の頭蓋骨などが供えられる。苦行者がこの穴に毛布にくるまれて入ると、その上に防水布と土をかぶせられ、埋葬されたような格好となる。こうして穴の中で苦行者は4日4晩、飲まず食わずで大精霊に身と骨を捧げ、ビジョンを乞うのである。岩の上や木の陰でこの苦行を行う者もいる。タシュンカ・ウィトコ（クレイジー・ホース）は岩の上でこれを行った。女子の場合は2日2晩で、穴に入らず岩や木の陰で行う。
この際に穴に持ち込めるものは「ワグムハ（瓢箪のガラガラ）」と「聖なるチャヌンパ（パイプ）」、煙草の袋のみである。苦行者が男性なら、この「ワグムハ」にはその妻や母親、祖母、妹などが「チェピ・ワヌンヤンピ（大地に肉を捧げる儀式）」という特別な儀式を行い、彼の痛みを和らげるようにと、自分の腕の皮膚を切り取って数10の欠片に切り分けたものが中につめられる。苦行者はこの肉親の痛みを癒しとしてワグムハを振り鳴らし、祈りをただ捧げ続けるのである。
四日間の苦行が終わったとき、その者は成人となり、インディアンの名をもらう。呪い師から受けた夢の啓示の解釈は、その後の人生の指針となる。20世紀のスー族の呪い師、ターカ・イシテ（レイムディアー）はこのハンブレチアで、自らが鳥となって大空を飛び、祖父ターカ・イシテの霊に会い、その名を受け継ぎ、正式に呪い師「ターカ・イシテ（足が不具の鹿）」となった。

## スー族の居留地

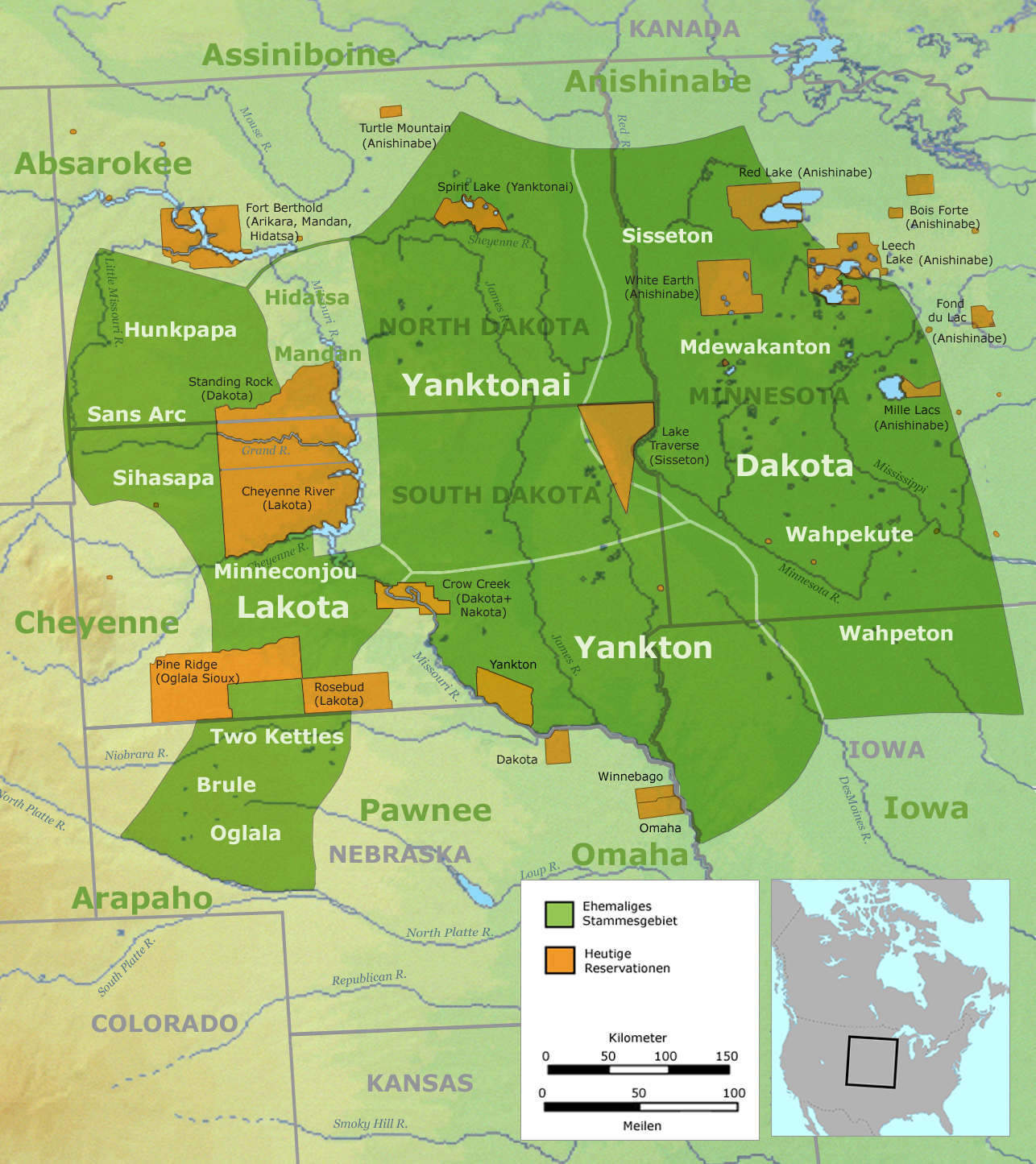
18世紀末のスー族の勢力範囲（緑色）と、現在の居留地（橙色）

現在、ダコタ族はミネソタ州、ネブラスカ州に住み、ラコタ族は大平原のノースダコタ州、サウスダコタ州に住む。もっとも人口が少ないナコタ族はサウスダコタ州の「ヤンクトン・インディアン居留地」に住む。
スー族の人口は19世紀半ばには2万人であったが、現在は約7万人に達する。そのうち4分の1が現在も祖先と同じ言葉を解するとみられている。他のインディアン部族と同様、1950年代からの連邦政府の権利保留解消の方針を受け、現在では登録されたスー族のうち約半分が、居留地外に住んでいる。
ほとんどの居留地が貧困のどん底にあえいでおり、中でも「パインリッジ・インディアン居留地」は全米でも最貧困地帯である。パインリッジ居留地部族議長は、「インディアンの居留地はアメリカにおける第三世界だということを理解してほしい」と語っている。

## バッファロー牧場
インディアン、特にスー族などの平原部族にとってバッファローは兄弟であり、命の糧であり、かつては生活のすべてを支える存在だった。スー族はバッファローを「偉大（タンカ）な存在」として「タタンカ」と呼ぶ。
19世紀末に白人によって政略的に全滅させられたバッファローは現在、「イエローストーン国立公園」を始めとする公園区内で細々と命脈をつないでいる。これらの飼育施設では、年次管理頭数を超えた個体や、冬の「渡り」の際にモンタナ州区域の繁殖域へ移動する際に公園外へ迷い出た個体は白人によって屠殺処分されていて、インディアンたちから激しい抗議を受け続けている。20世紀後半に入り、アラスカ州と本土各地のインディアン部族がその居留地内に「インディアンの精神」の復興を掲げ、この「余剰分」のバッファローを引き取り繁殖を図る「バッファロー牧場」を次々に開設し始めた。スー族は、バッファローが全滅させられ国立公園に押し込められ、「余剰分」が白人に射殺される姿はそのままインディアンの姿そのものであり、親兄弟であるバッファローの復活は、土地を癒す大きな力だとしている。
1990年に、スー族と「アメリカ先住民の漁業と野生動物協会 (Native American Fish and Wildlife Society)」はアラスカを含む本土各州のインディアン部族とともにサウスダコタのブラックヒルズで集会を行い、非営利団体「部族相互野牛組合 (ITBC)」(The InterTribal Bison cooperative) を結成し、これら「余剰個体」のバッファローを彼らの居留地内の「バッファロー牧場」で繁殖させる活動を始めている。現在、連邦公認の下、「ITBC」には全米501のインディアン部族が参加し、各州代表組織は64を数えている。なお、「アメリカバイソン」との呼び変えのあるバッファローであるが、インディアンは現在も「バッファロー」の呼称を支持している。「ITBC」の公式サイトの概略文では、「アメリカバッファロー、いわゆるアメリカバイソンは…」と断ったうえでバッファロー呼称による活動の説明を行っている。
スー族はこの「部族相互野牛組合 (ITBC)」の最大会員部族であり、1992年にはサウスダコタのラピッドシティに本部が置かれている。「ITBC」では、スー族とクロウ族、アリカラ族など、かつて敵対した部族同士もここに手を結んでいる。各州のスー族の「ITBC」の参与会員部族を以下に挙げる。
ノースダコタ
「スピリット湖畔スー族」
「スタンディングロック・スー族」
サウスダコタ
「シャイアン川スー族」
「クロウクリーク・スー族」
「フランドリュー・サンテ･スー族」
「南ブルーレ・スー族」
「オグララ・スー族」
「ローズバッド・スー族」
「シセトン・ワペトン・オヤテ」
「ヤンクトン･スー族」
ネブラスカ
「サンテ・スー族」
こうした取り組みの一例として、パインリッジ居留地のスー族、アイアンクラウド一家は、「ITBC」からバッファローの提供を受け、1997年から1200エーカーの牧草地を「バッファロー牧場」としている。パインリッジ居留地での活動は「アキチタ・バッファロー会 (Akicita Buffalo Society)」が行っており、バッファローの回復プロジェクトを4つに区分し、種牛の繁殖を図り、各州の部族間で個体の交換も行っている。ここでは子牛の割合は60%に上っている。
「バッドランズ国立公園」は年次ごとに「余剰分」のバッファローを検疫検査ののち、各居留地のスー族に返還している。2007年には、ノースダコタの「スタンディングロック･スー族」に牝13頭、雄12頭、また「スピリット湖畔スー族」に牝42頭、雄52頭のバッファローを返還した。
「バッファロー牧場」のバッファローが屠殺される際には、必ず呪い師が部族の言葉で祈りを捧げる。バッファローの毛皮などは部族の伝統工芸品に利用され、「バッファロー・ミート」は低脂肪の健康食として、居留地内の部族員に分配される。また工芸品や肉の一部は「ITBC」を通して販売もされている。連邦政府の高カロリーな配給食糧はインディアンの肥満化を招き、これに伴う糖尿病や突然死はスー族だけでなく、全米のインディアンの抱える病理となっている。バッファロー肉を中心とした食生活の復活は、インディアンの文化復興だけでない大きな意味を持っている。

## インディアン・カジノ
「インディアン・カジノ」は、貧困にあえぐインディアン部族にとって「現代のバッファロー」と呼ばれ、経済的な最期の切り札となっている。
ほとんどのインディアン部族の居留地は産業を持てず、貧困にあえいでいる。1950年代から始まったアメリカ連邦政府のインディアン部族解消方針で、「限界集落」化した多くの部族の居留地が「居留を解消」され、部族そのものを「絶滅」させられていった。カジノ運営は居留地に部族員を呼び戻し、また引きとめる「最期の砦」でもある。
これらは、カジノを中心にした一大リゾート施設が多く、従業員は必ずしもインディアンとは限らない。部族を二分する議論を呼びながらも、現在、多くのスー族がこれを運営しており、その収入高は莫大なものとなっている。利益は部族員の福利厚生、健康医療費、「バッファロー牧場」開設資金、没収された土地の買い戻しなどに活用されており、この意味でも部族の生命線である。以下にスー族が現在運営するカジノと主体部族名を記す。
- ミネソタ州

「宝島リゾート&カジノ」 - 平原島インディアン共同体（ムデワカントン）
「ジャックポット・ジャンクション・カジノホテル」 - 南スー族インディアン共同体（ムデワカントン）
「ミスティック湖畔カジノホテル」 - シャコペー・ムデワカントン・スー族
「小さな六つのカジノ」 - シャコペー・ムデワカントン・スー族
「平原の端のカジノ・リゾート」 - 北スー族インディアン共同体（ムデワカントン）
「蛍の小川のビンゴ場」 - 北スー族インディアン共同体（ムデワカントン）
- 北ダコタ

「スピリット湖畔カジノ&リゾート」- シセトン・ワペトン・スー族（シセトン・ワペトン、北ヤンクトネイ）
「平原の騎士カジノ&リゾート」 - スタンディング・ロック・スー族（北ヤンクトネイ、ハンクパパ）
- 南ダコタ

「熊の兵士のビンゴ場」 - スタンディング・ロック・スー族
「グランド川カジノ」 - スタンディング・ロック・スー族
「CRSTビンゴ場」 - シャイアン川スー族（ミネコンジュー、シハサパ、オオヘヌンパ、イタジプチョ）
「ダコタ・コネクション・カジノ」 - シセトン・スー族
「ダコタ・スー・カジノ」 - シセトン・ワペトン・スー族
「ランダル砦カジノ」 - ヤンクトン・スー族
「黄金のバッファロー・カジノ」 - シチャング・スー族
「北極星カジノ」 - クロウクリーク・スー族（南ヤンクトネイ）
「子供たちの村のビンゴ場」 - オグララ・スー族（オグララ、シチャング）
「平原の風カジノ」 - オグララ・スー族（オグララ、シチャング）
「ローズバッド・カジノ」 - オグララ・スー族（オグララ、シチャング）
「ロイヤル川カジノ&ビンゴ場」 - フランドリュー・サンテ・スー族（ムデワカントン、ワペクテ、ワーペトン）
- 南北ダコタ州境

「ダコタ魔法のカジノ」 - シセトン・ワペトン・スー族
- ネブラスカ州

「オヒヤ・カジノ」 - サンテ・スー族

## スー族三つの氏族
スー族は全体で「ダコタ」、「ナコタ」、「ラコタ」の三つの氏族に分けられる。支族同士であるが、蔑称での呼び合いが多い。

### ダコタ
東の区分（ダコタ地方かサンティー）に住む。4つの支族がある。「サンティ・スー」、または「サンテ・スー」とも言われ、方言的にラ行の発音が無く、代わりにダ行の発音を当てるので、「ラコタ」→「ダコタ」となった。元々はミネソタ州の森林地帯に定住していた。
ダコタ4つの支族

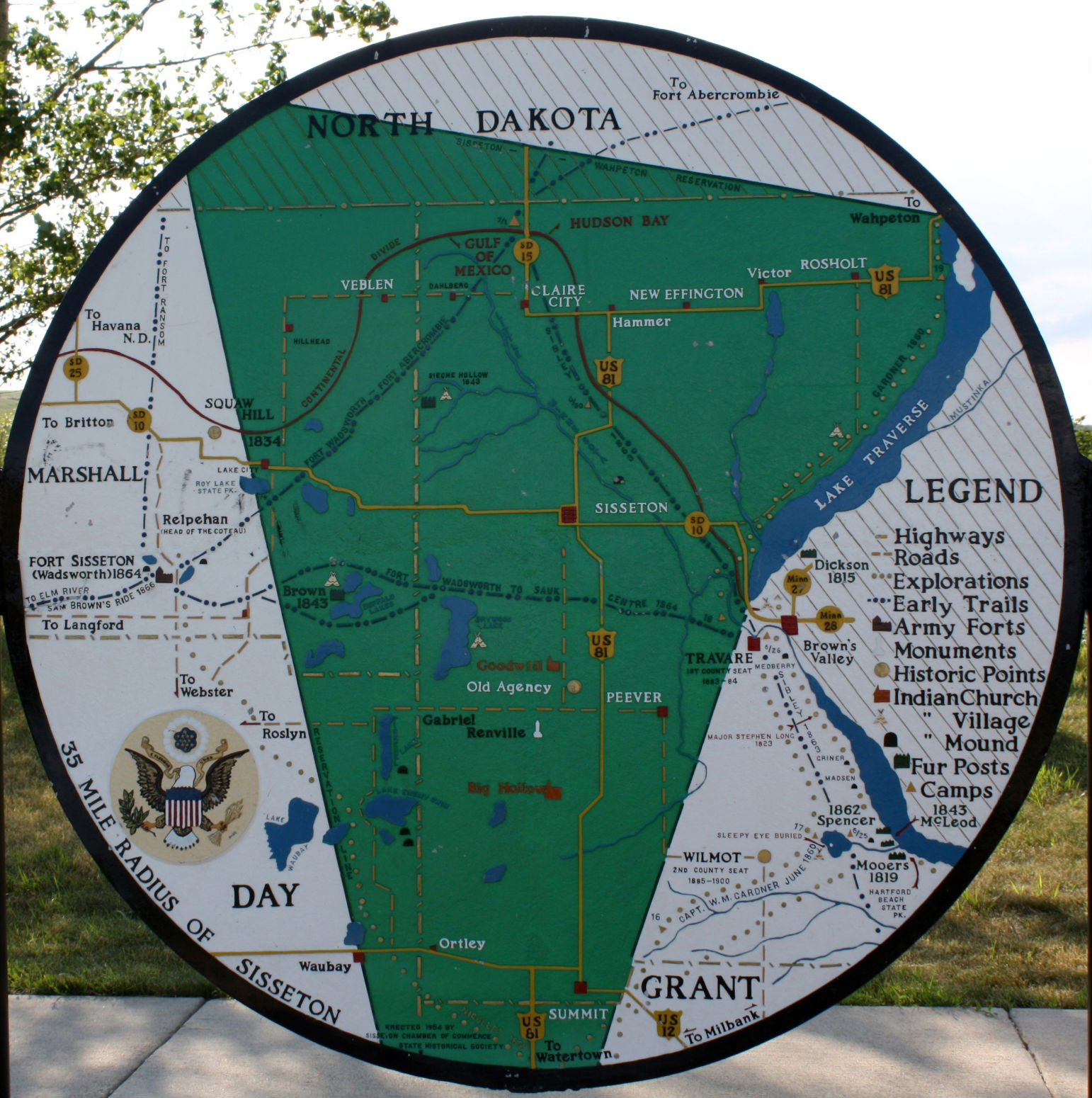
ワーペトン・シセトン居留地

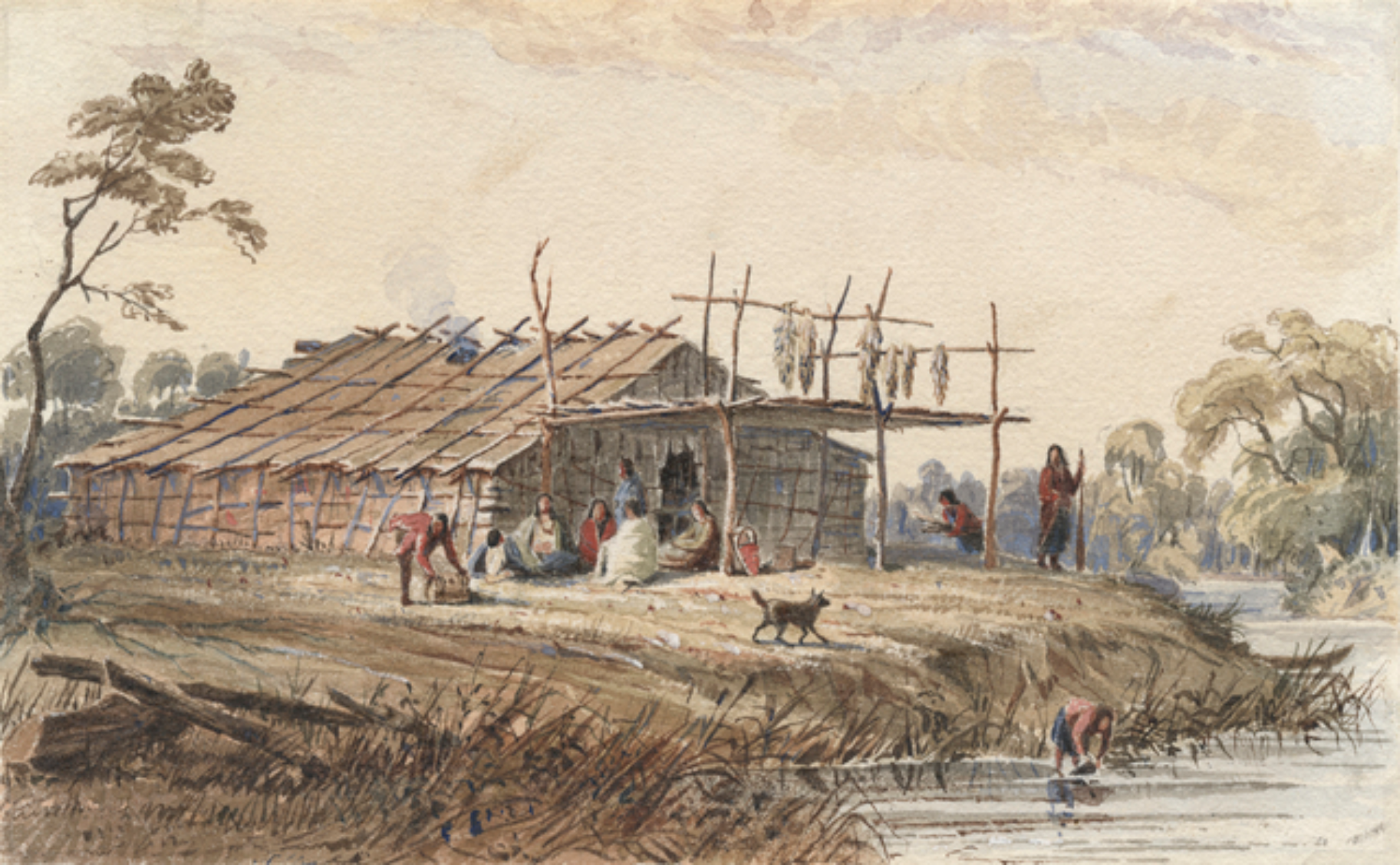
19世紀のワーペトン族の住居

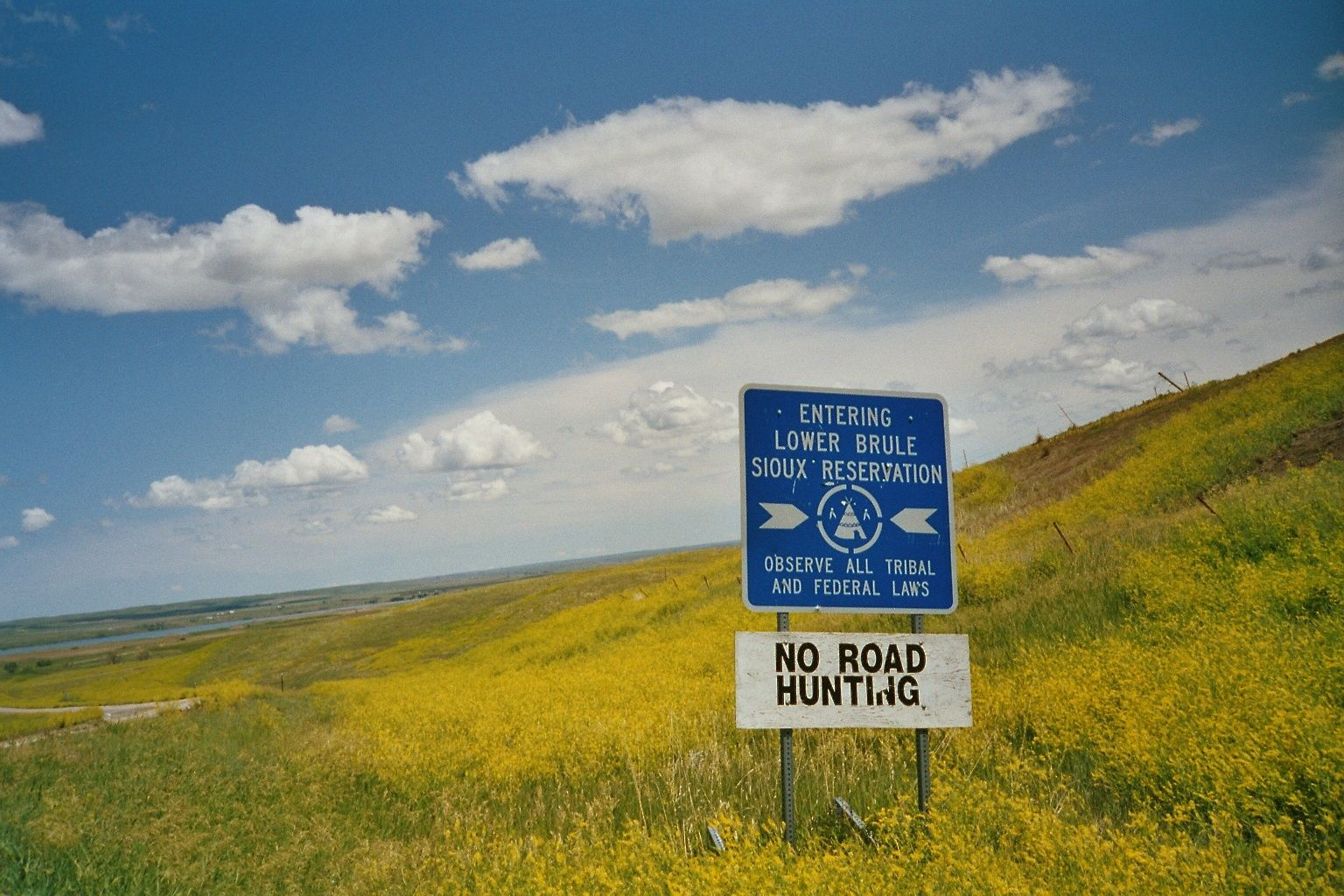
南ブルーレ・スー居留地の案内看板

- ムデワカントン - 「スピリット湖に住む者たち」という意味。
- ワーペトン - 「木の葉に住む者たち」という意味。
- ワーペクテ - 「木の葉の射手たち」という意味。
- シセトン - 「魚の鱗に住む者たち」という意味。

### ナコタ
中央の区分に住み、「ヤンクトン・スー」ともいわれる。方言的にラ行の発音が無く、代わりにナ行の発音を当てるので、「ラコタ」が「ナコタ」となった。
ナコタ二つの支族
- ヤンクトン - 「地の果てに住む者たち」という意味。
- ヤンクトネイ - 「少し地の果てに住む者たち」という意味。

### ラコタ
ラコタは大きく七つの支族に分けられる。それぞれの部族共同体は、「国家」というような意味の「オヤテ」とも呼ばれる。
- オグララ - 「自ら分散する」という意味。

≪オグララ7つのバンド≫
パヤブヤ - 「前へ進む理由」という意味。クレイジー・ホースの出身部族。
タピスレチャ - 「スピリット川」という意味。イエロー・ベアー、ホワイト・バードの出身部族。
キヤクサ - 「断ち切る」という意味。
ワジャジェ - 「蛇の人たち」という意味。
イテシチャ - 「悪い顔」という意味。 レッド・クラウドの出身部族。
オユウペ - 「投げ落とす」という意味。
ワグルヘ - 「のらくら者」という意味。
- ハンクパパ - 「円形にティピーを張る」という意味。シッティング・ブルの出身部族。
- ミニコンジュー - 「水際にコーンを植える者たち」という意味。ビッグ・フットの出身部族。（→ウーンデッド・ニーの虐殺）
- シハサパ（ブラックフット） - 「黒い足」という意味。※英訳すると同じになるが、カナダやモンタナに住む「ブラックフット族（シクシカ族）」とは無関係。
- オーヘヌンパ（ツーケトル） - 「二つの薬缶」という意味。
- シチャング（ブルーレ） - 「焼けた脛」という意味。レオナルド・クロウドッグの出身部族。
- イタジプチョ（サン・アーク） - 「矢を持たない者たち」という意味。

## 「インディアン・マスコット」
ノースダコタ大学は、大学内のスポーツ・チームの「インディアン・マスコット」として、「戦うスー族（ファイティング・スー）」という名称を使用していた。NCAA（全米大学体育協会）は2005年に、このマスコット名を「文化的に敵対的で虐待的である」との規定に基いてその使用を禁止した。大学側は選手のジャージから「敵対的で虐待的」と指摘された「Sioux（スー族）」のロゴを削除して、「ノースダコタ」と入れ替えたが、なおも「Sioux」、および「戦うスー族」の字体を併記し続けていた。また「戦うスー族」のロゴもシンボルマークのステレオタイプな「インディアン戦士の横顔」も使用を継続し、公式サイトでも明記されていた。南北ダコタ州のスー族は、これらの使用廃止を求めて激しい抗議を続けた。2012年、NCAAの命令により、同学はチームの愛称およびロゴの使用を停止した。その後2015年、同学の学生・教職員・その他関係者の投票により、新しい愛称がファイティング・ホークスに決定し、それ以降はこの名称を使っている。

## スー族と白人との関わり

### フランス人毛皮商人との同盟
17世紀末、ダコタ族（サンテ・スー）はフランス人商人と同盟を結んだ。フランス人商人は北米の毛皮貿易でイギリスに対して優位に立とうと目論んでおり、対するイギリスは近年、「ハドソンズベイ会社」を設立したばかりであった。ダコタ族はこうしてヨーロッパの経済システムとインディアン間の激しい戦いに巻き込まれることとなった。

### ダコタ族のミネソタ大暴動（1862年）

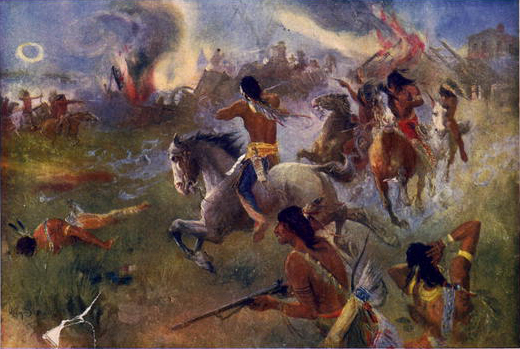
暴動の想像画

1851年、サンテ・スー族（ダコタ族）は96,000㎢の部族の狩猟地を、166万5000ドルの一時金と、その後の年金の支払いを代替条件に、連邦政府にしぶしぶ明け渡した。その後11年、白人居留地監督官らの兵糧攻め的なサボタージュで年金（牛など食料物資）の支給は滞り、種牛まで食いつぶすに至り、部族の飢餓は常態化していった。ダコタ族は食料の円滑配給をBIA（インディアン管理局）から派遣された「居留地代理人」に強く求めたが、連邦政府は南北戦争にかまけてそれどころではなかった。ダコタ族の訴えは放置された。
1862年、前年の不作と冬の飢餓のすぐ後の夏、飢餓状態のサンテ・スーに対し、地元の白人商人たちは彼らにそれ以上の貸し付けをするつもりはないと告げた。白人の商人のアンドリュー・ミリックは「インディアンどもが飢えてるんなら、草でも喰わせてればいいんだ」と放言し、スー族の恨みを買った。
1862年8月17日、4人のスー族が狩猟の帰りにロビンソン・ジョーンズという白人の農場のそばに立ち寄り、一人の戦士がここの鶏を獲ろうとして諍いとなった。「鶏を盗まない方がいい」とたしなめた戦士は「臆病者」と罵られ、これに反発して「俺は白人なんか怖くないぞ、見てろ、白人を一人殺してやるからな」と言い捨てて、行きがかりでジョーンズ一家と近隣の白人を殺した。

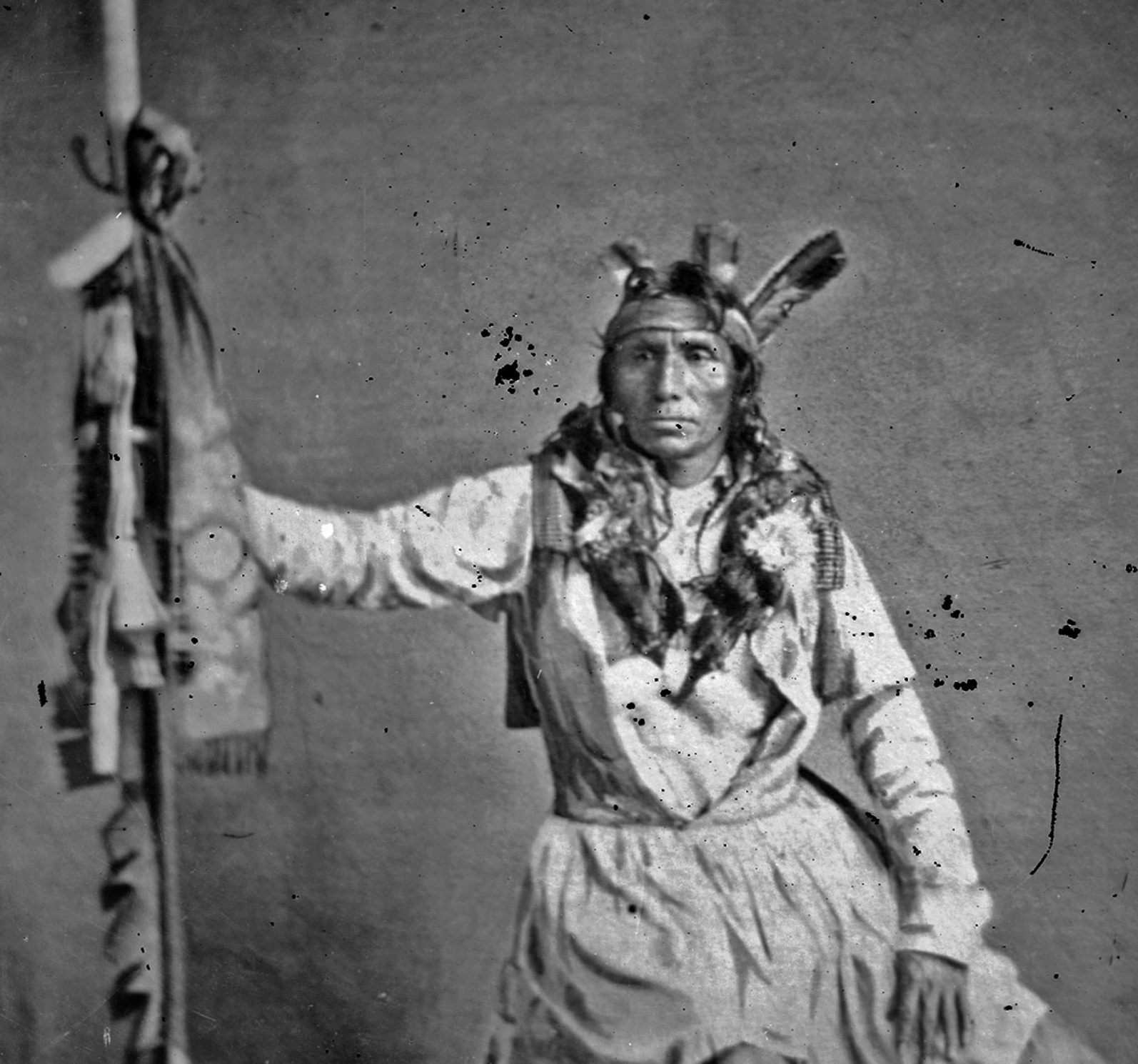
タオヤテ・ドゥタ、またはリトル・クロウ酋長

サンテ・スー族は徹夜で交戦か和平か、善後策を話し合った（スー族は合議によってすべての方針を決める）。タオヤテ・ドゥタ（またはリトル・クロウ）酋長は、交戦に反対し、「ひとり、ふたり、10人白人を殺せば、やがて10の10倍の白人がわれわれを殺しにやってくる」と警告した。しかし、サンテ・スーの11年間の恨みは積りに積ったものとなっていて、もう交戦論を抑えることはできなかった。リトル・クロウらはレッドウッド滝のそばのアメリカ連邦政府の出先機関に攻撃をかけた。
こうしてサンテ・スーは一斉蜂起し、ミネソタ川沿いの白人の入植地に向けて攻撃を仕掛け、白人がダコタ戦争と呼ぶ大暴動が始まった。スー族は、彼らと友好的な白人の農場は襲わず、殺さなかった。しかしその外の入植白人たちは、徹底的に殺戮された。前出のアンドリュー・ミリックは、「口に草をいっぱいに詰め込まれた」姿で殺されていた。

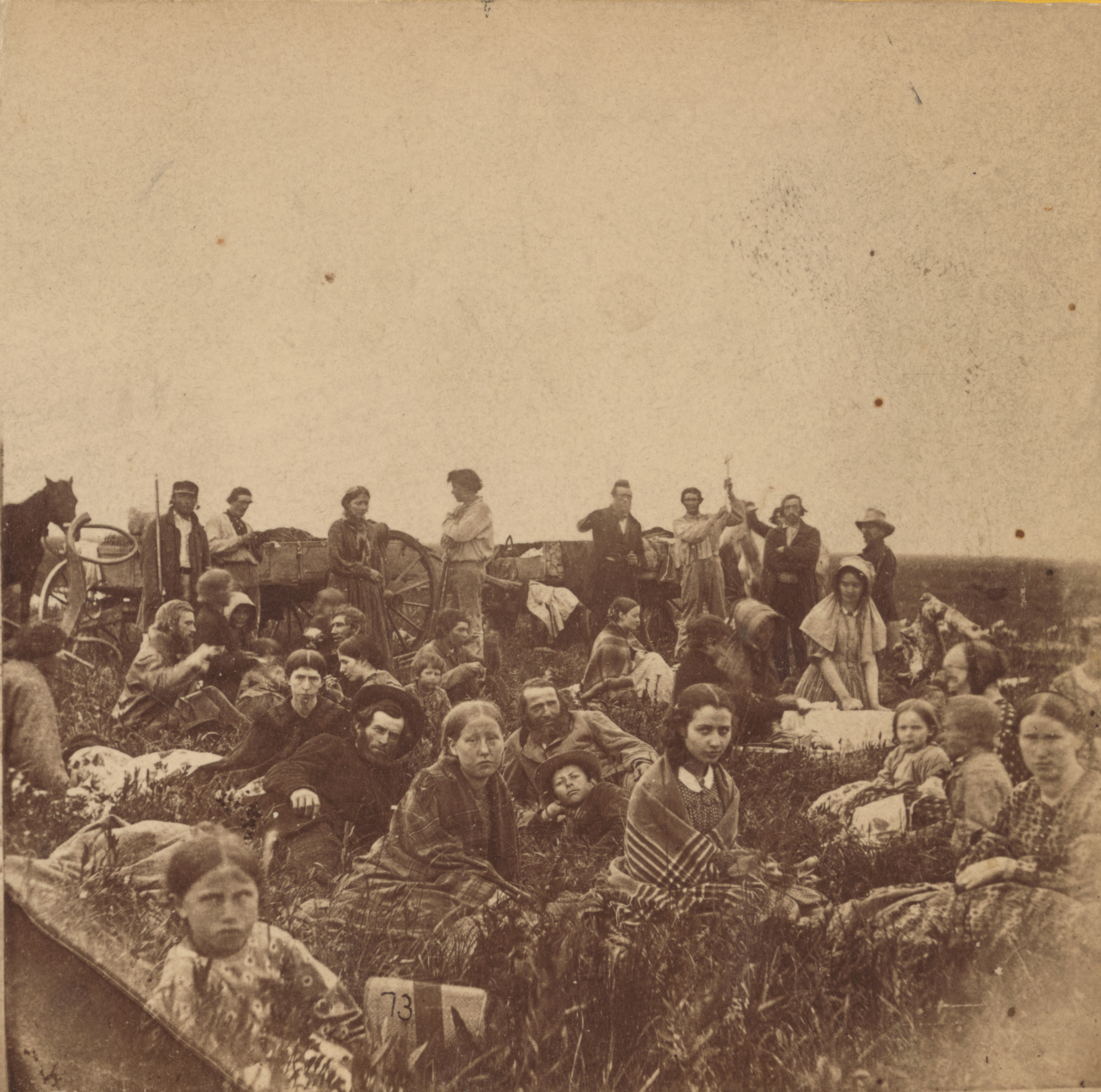
暴動から着のみ着のまま逃げ、途方に暮れる白人宣教師や教師の家族

このスー族の暴動はヘンリー・ホプキンス・シブレー大佐が急遽民兵を募って組織した軍勢によって、4週間後に制圧された。2000人の子供も含めた老若男女のダコタ族が白人によって捕虜にされた。
1862年11月5日のミネソタの軍事法廷で、392名のダコタ・スー族が、数百名の白人農家を焼き、殺害した咎で有罪を宣告され、307人が絞首刑の判決を下された。被告側弁護士や傍聴人は許されず、5分未満の裁判で多くが断罪された。シブレーは全員の即時処刑を主張し、ビショップ・B・ヘンリー・ウィップル主教と対立した。エイブラハム・リンカーン大統領は284名の戦士の死刑宣告状を返送し、強姦や殺人の疑いのある38名のダコタの男性の絞首刑の実行のみ署名した。

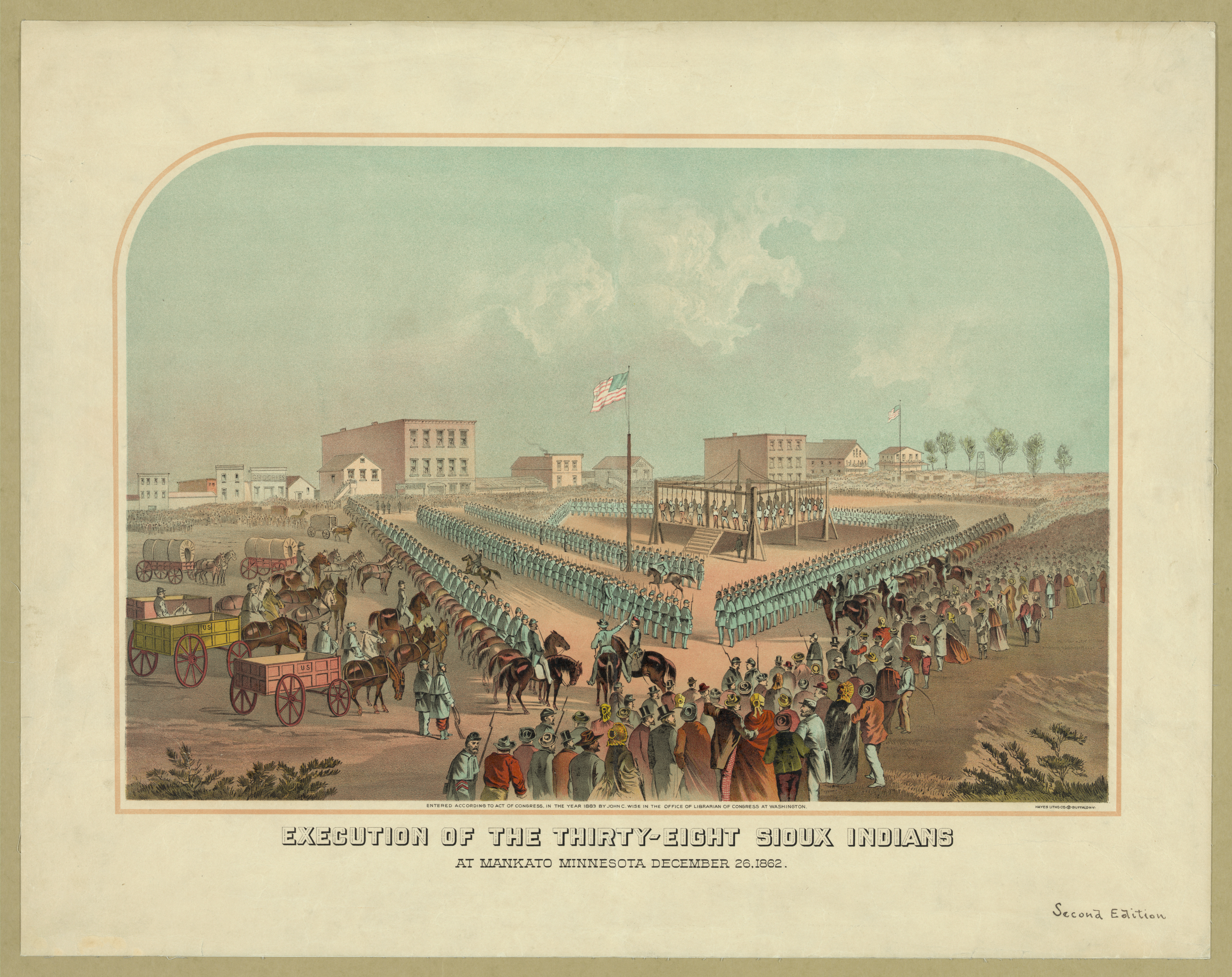
総勢38人のダコタ族に対する一斉絞首刑執行

1862年12月26日、ミネソタ州マンケイトのスネリング砦において、特別誂えの絞首台の上で、38人のダコタ族インディアンの同時執行が行われた。この一斉執行数は、アメリカの刑史で未だに破られていない。メディシン・ボトルとシャコビーのニ酋長はカナダへ逃げたが、国境を越えたアメリカ陸軍によって捕縛され、麻酔薬を飲まされ、犬ぞりに乗せられてミネソタへ運ばれた。シャコビーは処刑台に上る際に汽車の汽笛を聞き、「白人がやってくるにつれ、インディアンはいなくなっていく」と言葉を残した。リトル・クロウ酋長は北ダコタへ逃げた一人だったが、翌年の夏にミネソタで野生イチゴを摘んでいるところを待ち伏せしていた白人農夫に射殺された。

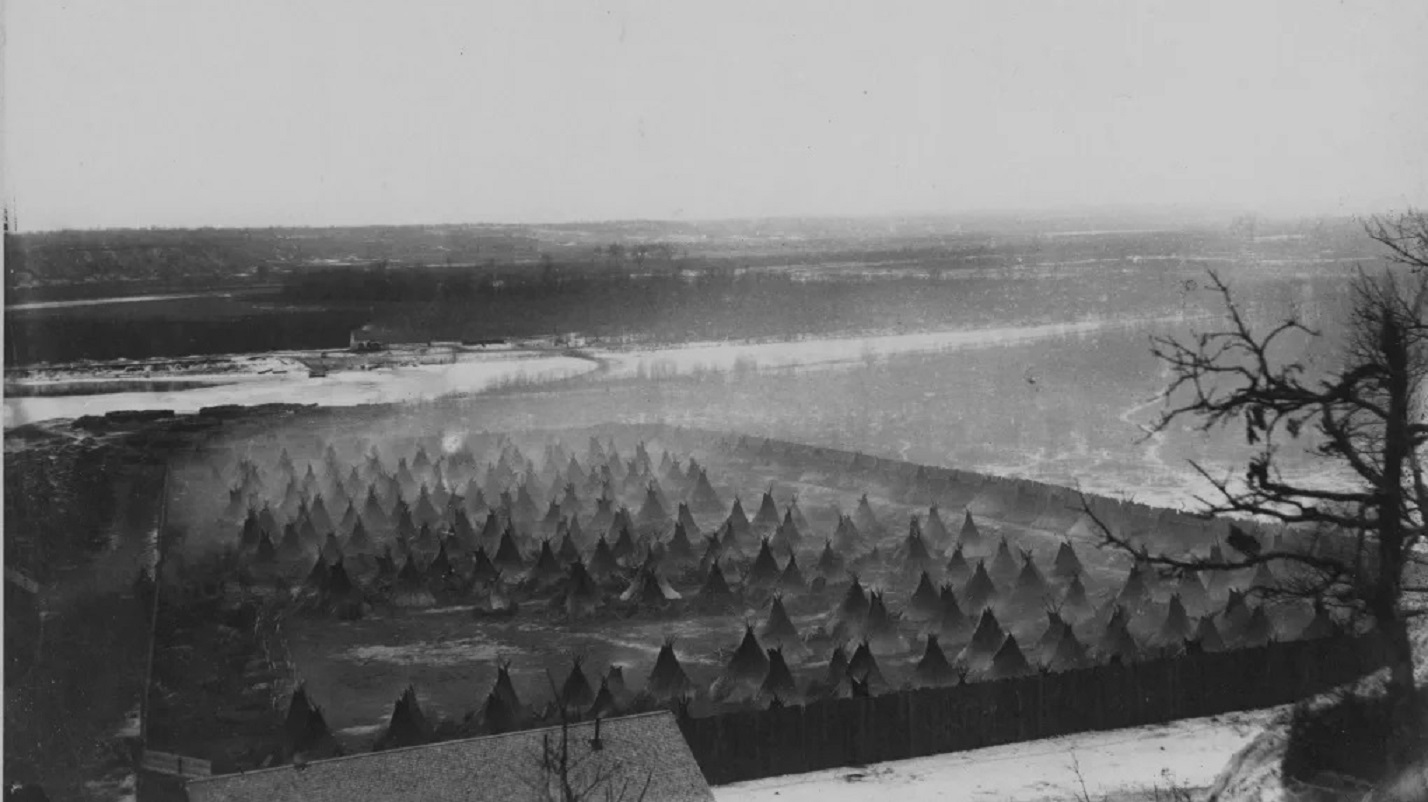
無関係なスー族1700人も塀の中に収容された

リンカーン大統領は、その後4年間、サンテ・スー族への年金の支給を中断して、代わりに白人の遺族にそれを与えた。もともと居留地への年金支給はまともに行われず、これが暴動の原因となったことにリンカーンは注意を払うことはなかった。こうして、アメリカ政府の居留地への無関心によって、ダコタ族はさらに飢えに苦しむこととなった。
また、暴動に加わらなかった、1700人の無関係なスー族も捕虜にされ、翌年には、さらに西方の居留地へ強制移動させられた。

### ダコタ族のミネソタ大暴動の余波
反乱中と反乱の後、多くのダコタ族とその同胞はミネソタとダコタ東部からカナダへ逃れ、またはミズーリ川東岸のクロウクリーク居留地へと移動させられる前の少しの間にジェームス川流域に定住した。数名の者はヤンクトネイと結びついて、合衆国軍と戦い続けていたラコタ族の一団に加わるためにはるか西へと移動した。
他の者はミネソタとその東の、21世紀まで残るノース/サウスダコタ州の小さな居留地に残ることができた。ある者はネブラスカへ向かい、そこはミズーリ川東岸の今日のダコタ・スー族の居留地となっている。カナダに逃れた者の子孫は、8つの小さなダコタ族居留地として残っている。

### 「ボズマン戦争」と「パウダー川の戦い」

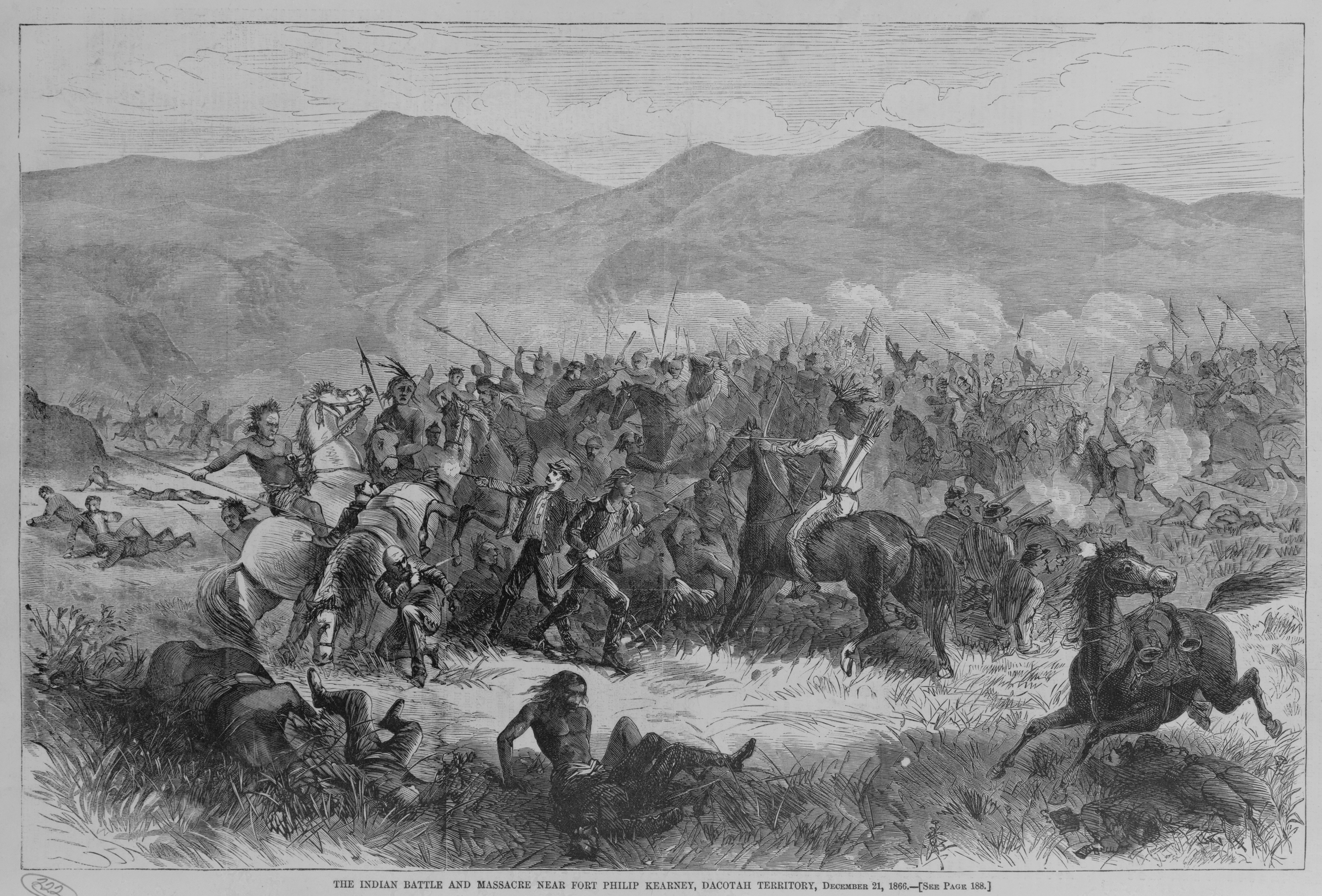
パウダー川の戦い

「ボズマン街道の戦争」と「パウダー川の戦い」とは、1866年から1868年までのワイオミング準州とモンタナ準州で行われたスー族およびシャイアン族と合衆国の間の武力紛争のことで、白人から彼らにとって著名なスー族部族員であるレッド・クラウドにちなんで、「レッドクラウド戦争」とも呼ばれる。ワイオミング北中部のパウダー川流域の占有権を巡って行われた戦いで、そこにはモンタナの金鉱山への第一のアクセスルートであった「ボズマン街道」が通っていた。
戦争は1868年の「ララミー砦条約」で和解がもたれ、白人は「砦を閉じ、ミズーリ以西のダコタ地方、ブラックヒルズ、プラット川とビッグホーン山脈間の土地を、永久に彼らスー族に与える」と条約で約束した。
ちなみに、レッド・クラウド自身はこの戦いになんら関与していない。またこの時代のスー族の大権限を持った長老たちは「ビッグ・ベリー（大きな腹）」と呼ばれていたが、レッド・クラウドはこの「ビッグ・ベリー」のなかにも属していない。スー族とシャイアン族にとっては、「パウダー川の戦い」は彼らの戦争であって、「レッド・クラウド戦争」は、単に白人側がそう呼んでいるだけのことである。

### ブラックヒルズ戦争
1876年から1877年、ブラックヒルズ戦争が起こった。ラコタ族とシャイアン族が合衆国軍と一連の戦いを交えた。最初の戦いはパウダー川の戦いに始まり、最後の戦いはウルフ山で行われた。

### ウーンデッド・ニーの虐殺

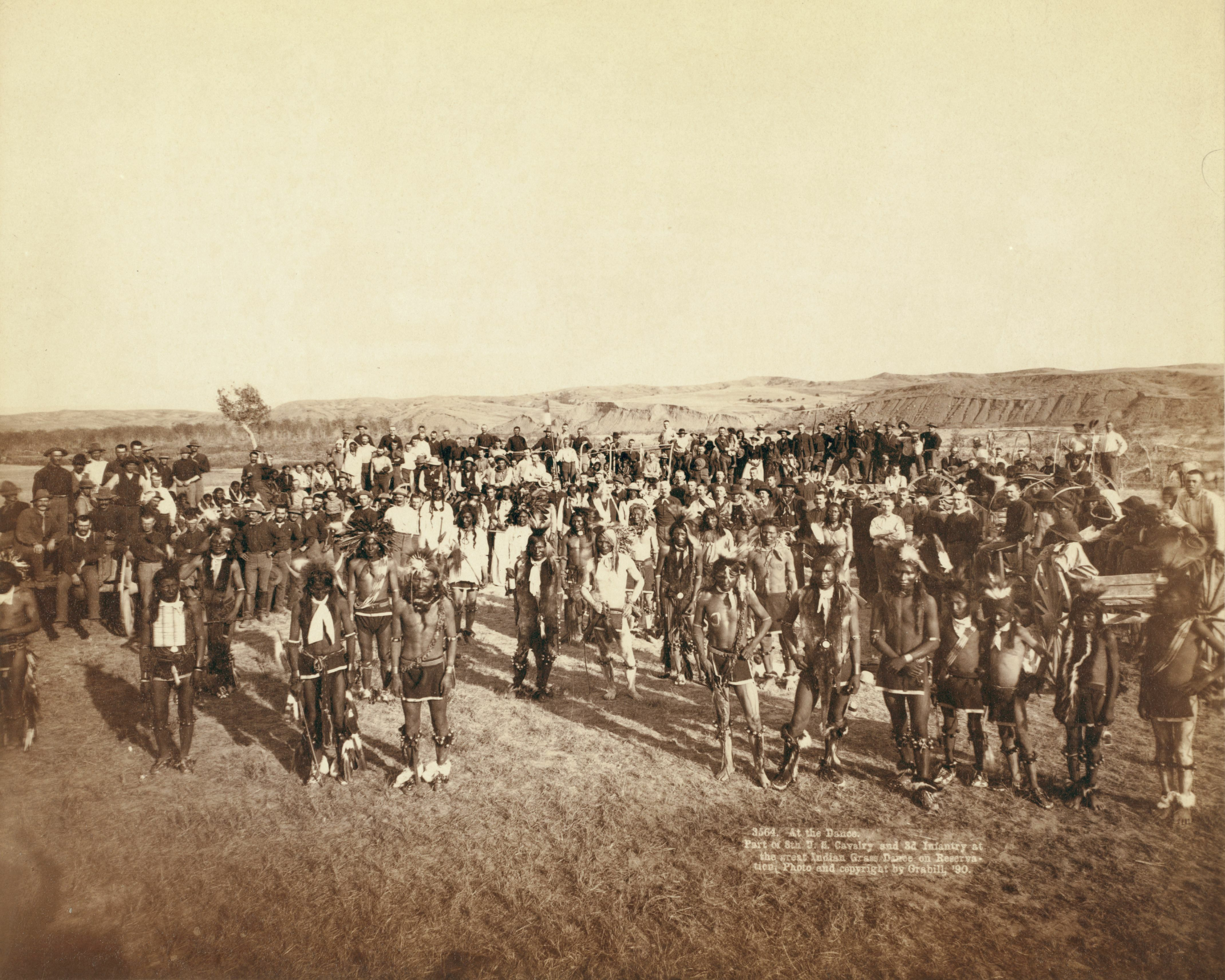
1890年8月、シャイアン川のほとりに集まり、「ゴースト・ダンス」の準備をするシハ・タンカ・バンド。この4ヶ月後に彼らは米軍によって皆殺しにされる

ウーンデッド・ニー・クリークでの虐殺は、合衆国とラコタ族の間の19世紀最後の大きな虐殺事件だった。

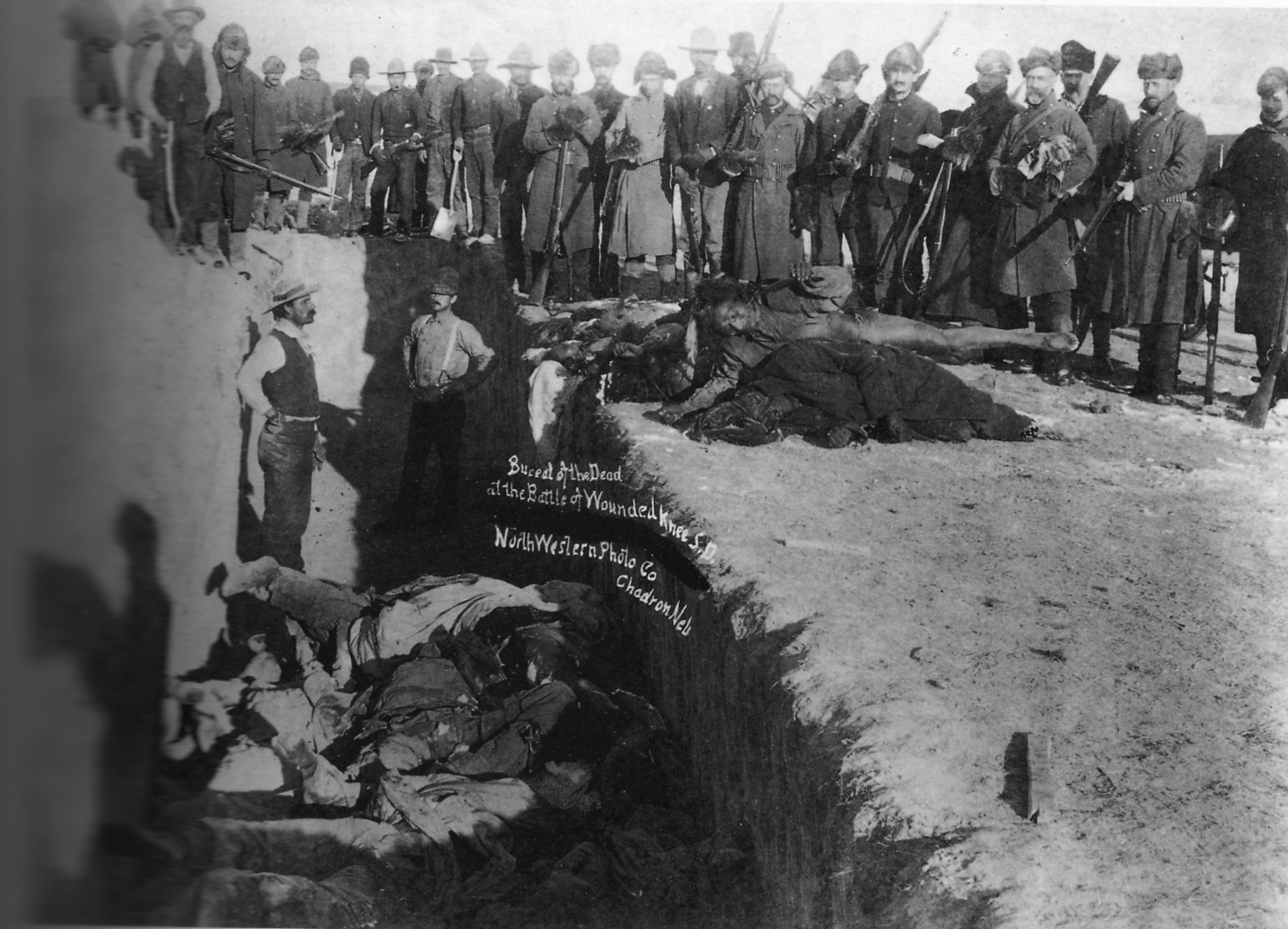
ウーンデッド・ニーの虐殺の後、死亡したスー族を埋める民間人アルバイト

1890年12月29日、合衆国第7騎馬隊の500名からなる陸軍部隊は、ラコタ族の一派、ミネコンジュー族のシハ・タンカ・バンドの一団をネブラスカ州オマハへと強制連行する途上で、彼らを無差別銃撃で虐殺した。シハ･タンカ･バンドは混乱の中逃げ惑い、女と子供を含む150名以上のミネコンジュー族が死亡した。徹底的な無差別銃撃であり、死んだ白人兵士25名は味方からの誤射によるものだった。シハ・タンカ・バンドの多くが「信じることで白人の弾丸が効かなくなる」というゴーストダンス教の教義を信奉していたことが、この白人による虐殺の要因となった。
現在、この民族大虐殺を風化させないようにと、虐殺の日に合わせて、スー族の未成年者も含む有志の一団が極寒の中、シハ・タンカ・バンドのたどった順路を騎馬で再体験する雪中行進が毎年行われている。

## その他の呼称
初期のフランス人入植者は、様々な修飾語を「スー (Sioux)」につけて表現している。例えば、Scioux of the West, West Schious（西のスー）, Sioux des prairies（平原のスー）, Sioux occidentaux（西のスー）, Sioux of the Meadows（牧草地のスー）, Nadooessis of the Plains, Prairie Indians, Sioux of the Plain, Maskoutens-Nadouessians, Mascouteins Nadouessi, Sioux nomades（放浪するスー）など。

## スー族の著名人
- シッティング・ブル（タタンカ・イヨタケ）
- クレイジー・ホース（タ・シュンカ・ウィトコ）
- ブラック・エルク（ヘハカ・サパ）
- ビリー・ミルズ
- レイムディアー（ターカ・イシテ）
- アーチー・ファイヤー・レイムディアー（ターカ・イシテ）
- ラッセル・ミーンズ（オヤテ・ワチンヤピン）
- レオナルド・クロウドッグ（カンギ・シュンカマニトゥ）
- カイヤ[2]

## 映画作品
西部劇映画の中で、スー族は恰好の「悪役」として、デタラメな姿で銀幕に登場してきた。
- 『壮烈第七騎兵隊 (They Died with Their Boots On)』（1942年）

ハリウッド西部劇。エキストラとして16名のスー族出身者が出演している。
- 草原の野獣 (Gunman's Walk)（1958年）

父に愛される兄と愛されない弟の確執を描いているが、牧場主に雇われたスー族の男の妹が弟とつきあうのだが、民族に悩む。そして、兄に男が殺される。スー族の二人は立派に描かれている。
- 『馬と呼ばれた男 (A Man Called Horse)』（1970年）

ハリウッド映画。19世紀、イギリス貴族の男がスー族の捕虜となって「馬（シュンカワカン）」の名をもらい、共に白人や敵部族と戦う。ジョージ・カトリンの絵画やスミソニアン博物館の資料を当たり、スー族の風俗を再現したとして話題となったが、部族を「率いる」「女酋長」や、嵐の夜に洞窟で行われる「サン･ダンス」など、描写はかなり奇天烈である。
- 『ダンス・ウィズ・ウルブズ』（1990年）

ハリウッド映画。スー族が部族語で会話する画期的な映画として話題となったが、実際にはこのラコタ語は間違って「女言葉」を使用してしまっている。「部族長」のような人物が登場するが、これは間違った描写である。